# Indian

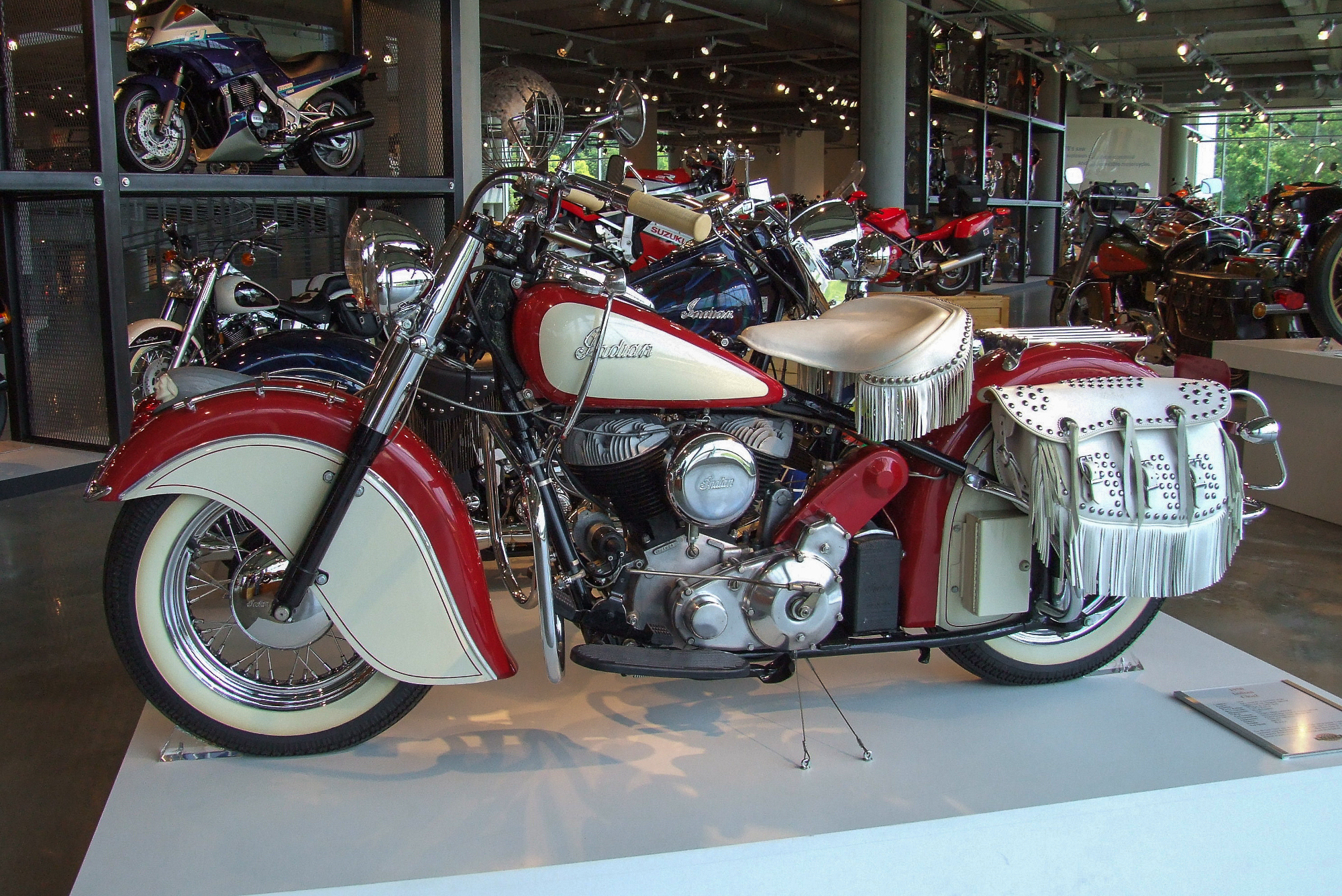
Indian Chief (1950) 80 ci

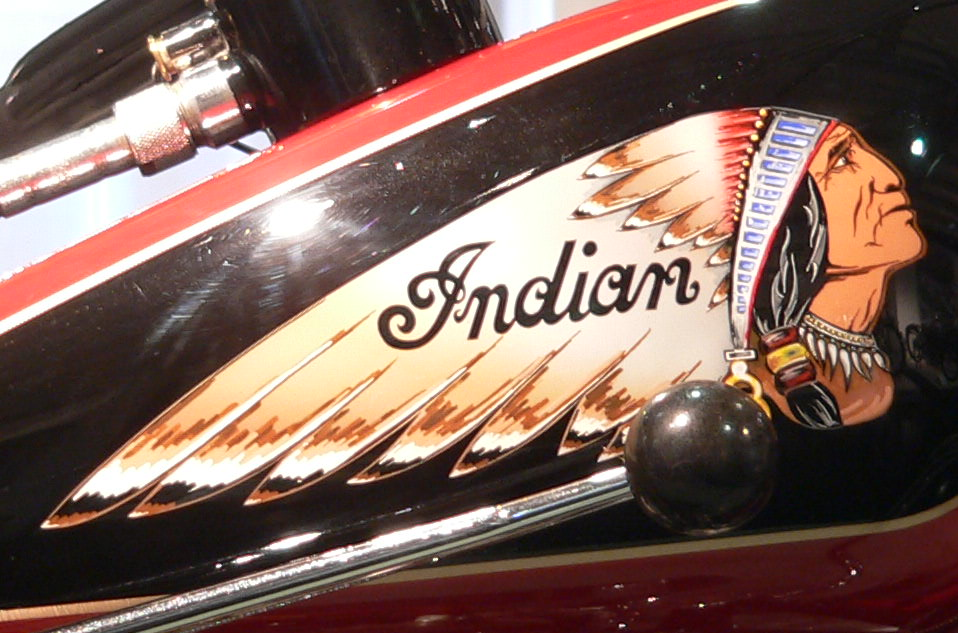
Tankdekor Indianerkopf (1912–1939)

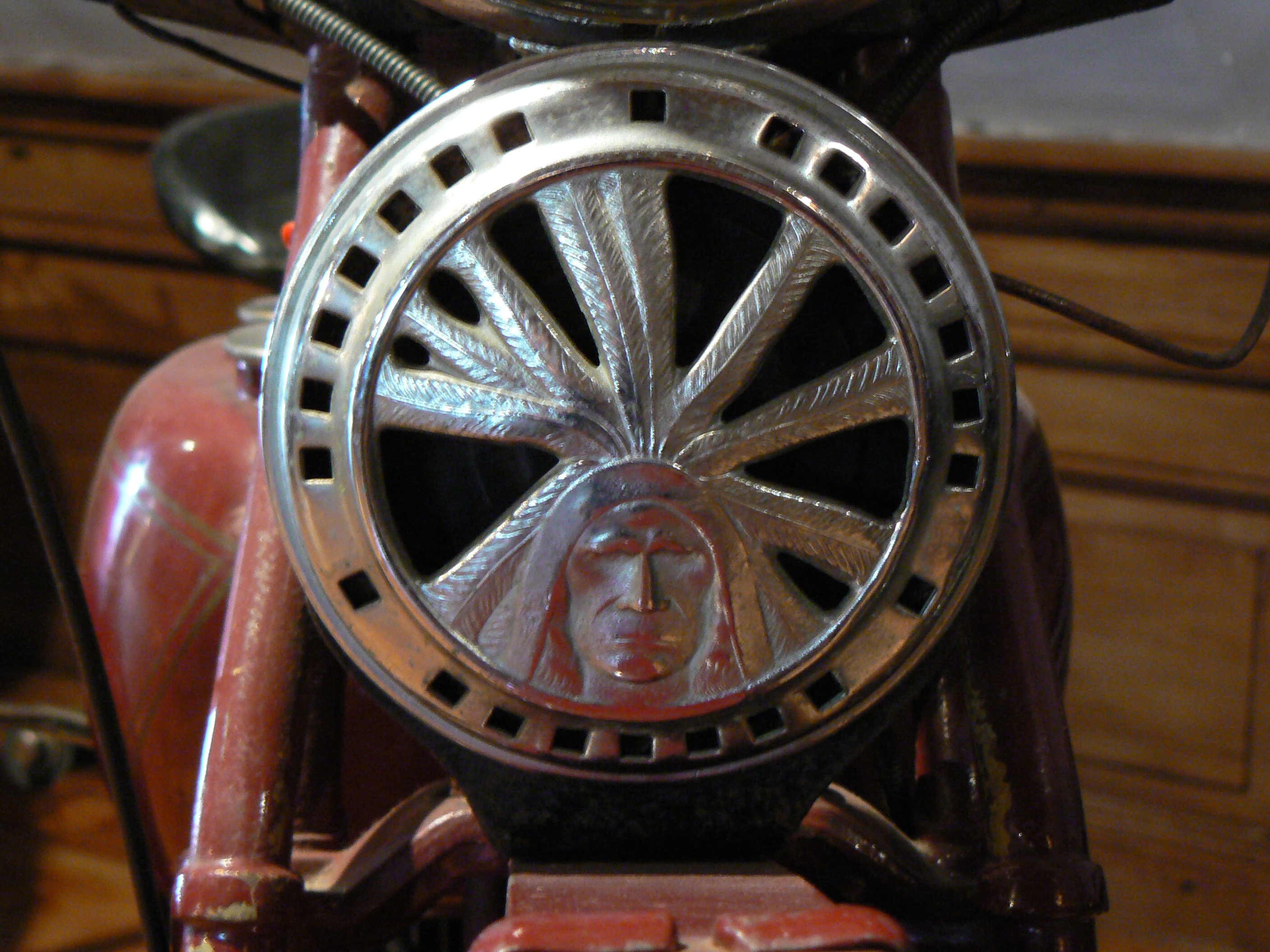
Hupe mit Indianerkopf

Die Indian Motorcycle Company, bis 1923 Hendee Manufacturing Company, gegründet 1901 in Springfield, Massachusetts durch George Mallory Hendee und Oscar Hedstrom, war der erste Hersteller von Serienmotorrädern in den USA und zwischenzeitlich der größte Motorradproduzent der Welt. Der größte Teil der Maschinen von Indian waren Motorräder mit großvolumigen Zweizylinder-V-Motoren mit Seitenventil-Steuerung und Fahrwerken, die eine bequeme, niedrige Sitzposition erlaubten. Indian ging 1953 in Konkurs. In den folgenden Jahren gab es zahlreiche Versuche die Marke wiederzubeleben, jedoch ohne Erfolg. 2011 kaufte Polaris Industries die Markenrechte.

## Anfänge

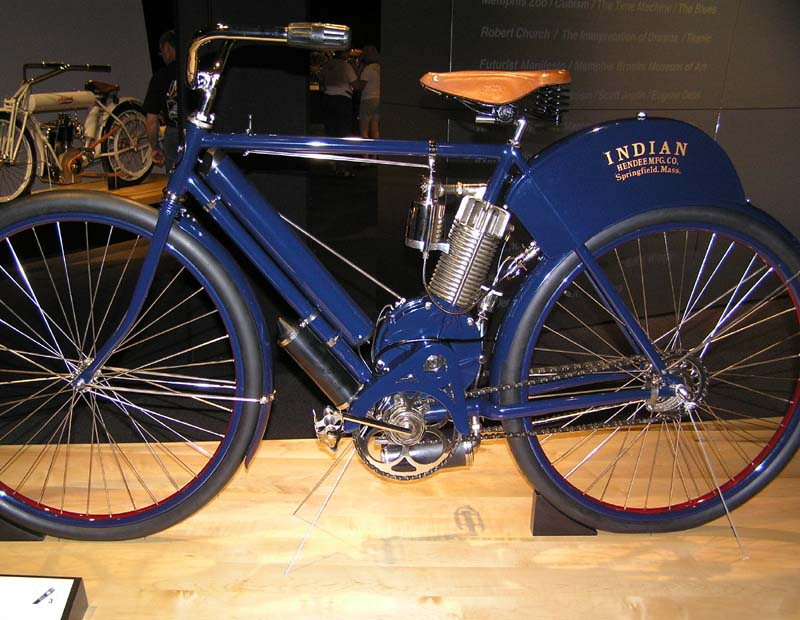
Indian (1902)

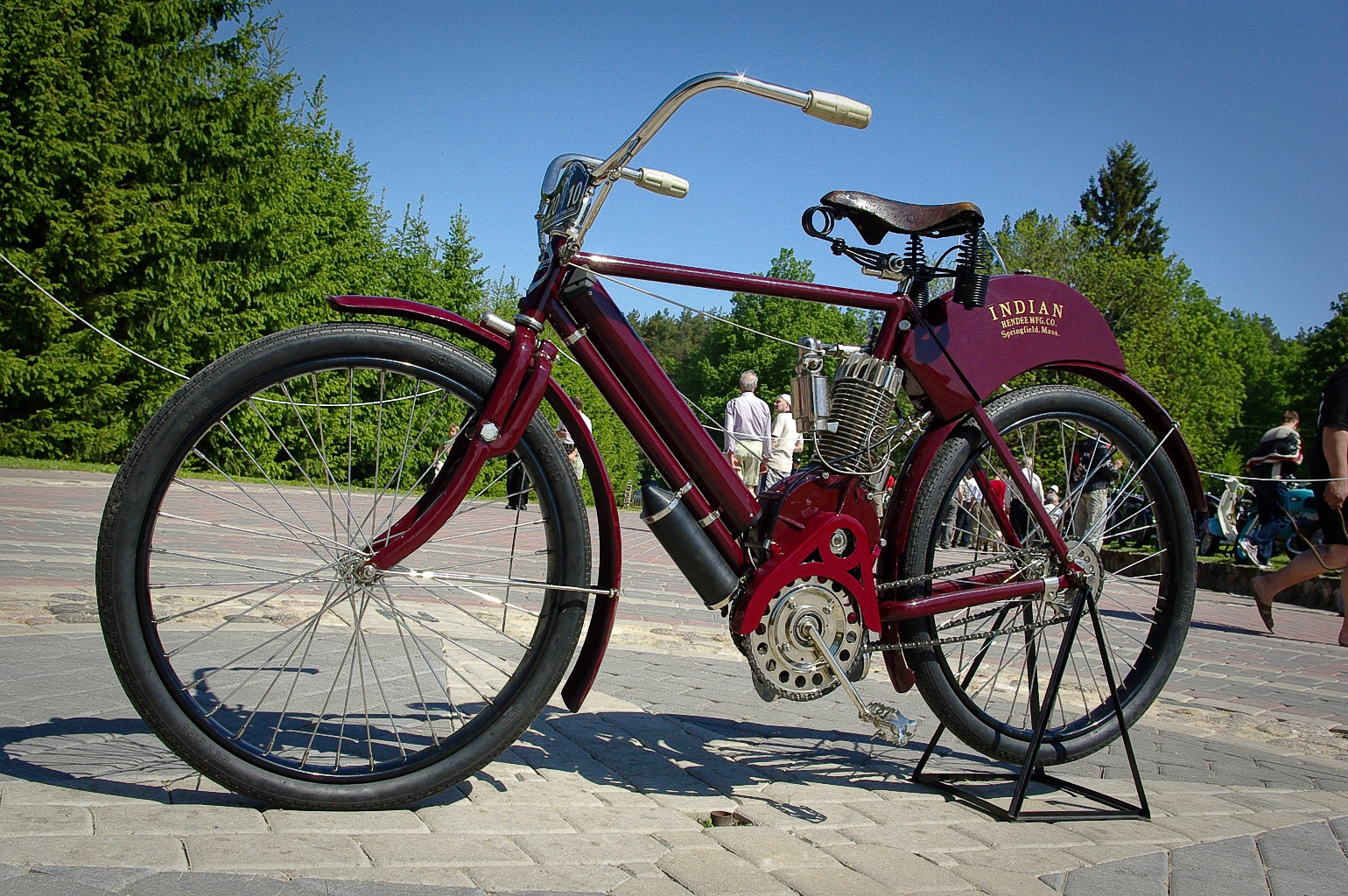
Indian-Einzylinder (1905) mit Federgabel

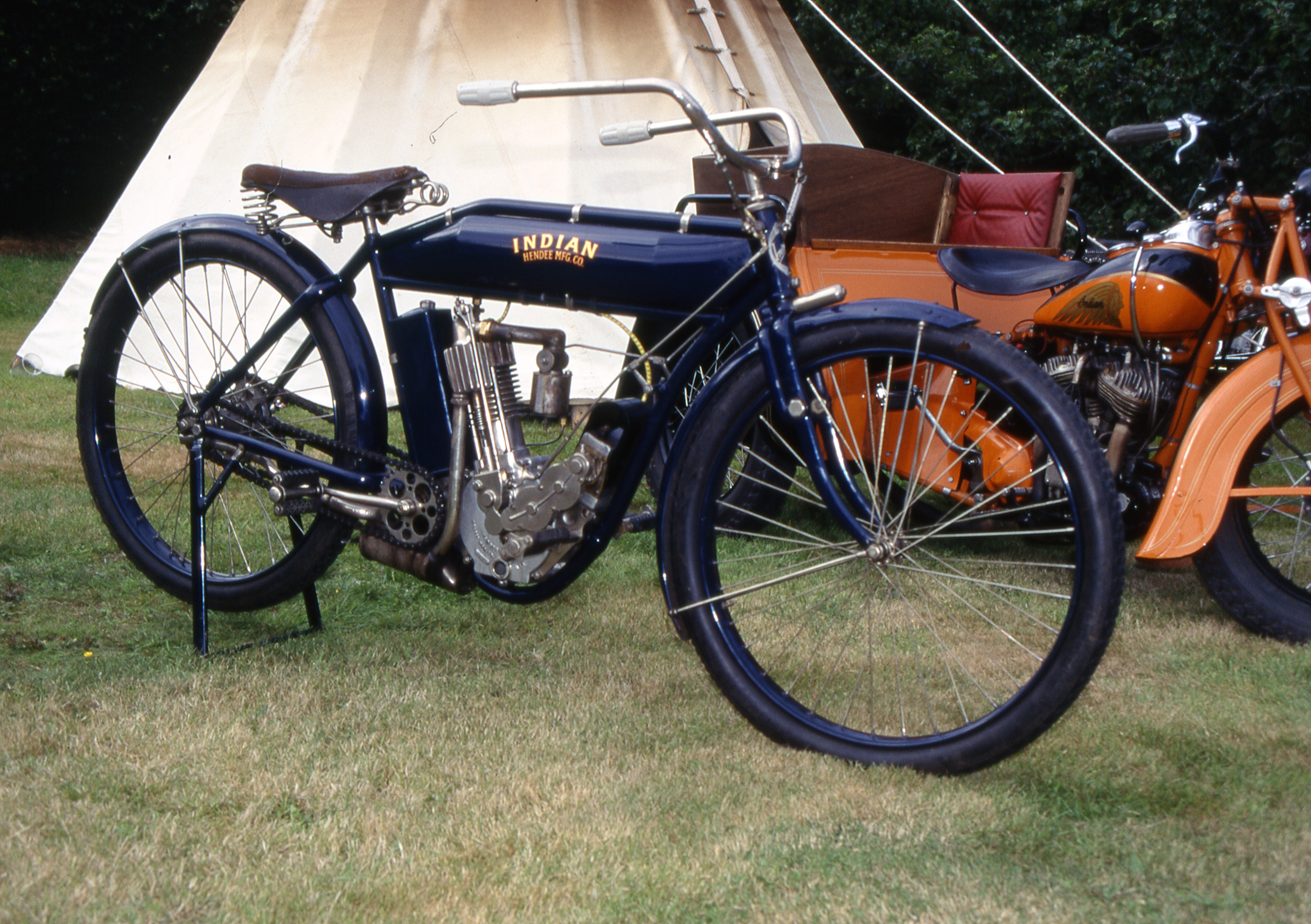
Indian-Einzylinder (1909) mit Schleifenrahmen

George Hendee besaß bereits Ende der 1890er Jahre eine Fahrradfabrik. Erste Motor-Tandem für Steherrennen entwickelte Oscar Hedstrom in New York um 1899. Hendee, auf Hedstrom aufmerksam geworden, arrangierte ein Treffen, um Hedstrom eine Geschäftsverbindung vorzuschlagen, da dessen Motoren zuverlässiger waren als vergleichbare seiner Zeit. Hedstrom und Hendee (als Geldgeber) gründeten 1901 den Hersteller Indian, der nach Hendee eine doppelte Bedeutung haben sollte: Die romantische und symbolhafte Pionierzeit. Die Firma wurde zunächst unter „Indian Motorcycle Company“ gegründet. Hendee änderte 1902 den Namen, indem er aus werbetechnischer Sicht das „r“ im Namen strich.

Schrittmacher-Maschine von Oscar Hedstrom (1900)
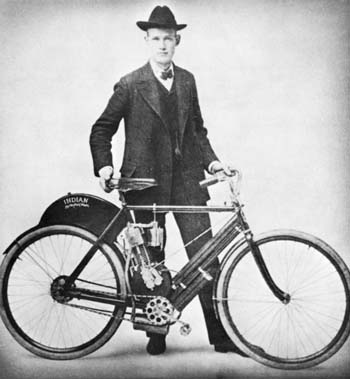
Oscar Hedstrom (1902)
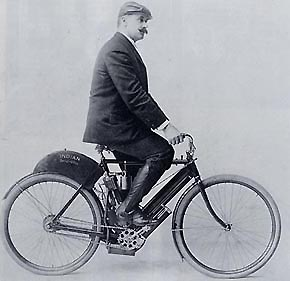
George Hendee (1904)

### Einzylinder

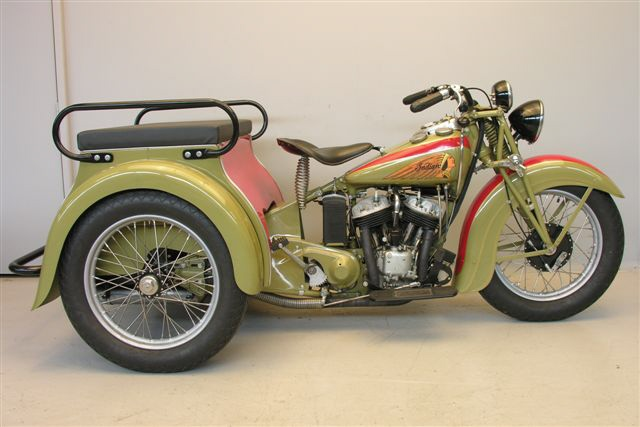
Dispatch Tow (1935)

1901 wurden drei Indian gebaut, 1902 schon 143 Exemplare und bis Ende 1906 wurden 3948 Motorräder mit Einzylinder-Motoren produziert. Der Einzylinder wurde mit größerem Hubraum und geänderter Ventilsteuerung bis 1919 angeboten. Der Erfolg lag auch an den Lizenzen, die Hendee und Hedstrom an andere Hersteller vergaben; so u. a. an den Motorenlieferanten Aurora, der damit Thor-Motorräder ausstattete und Motoren für Indian fertigte. 1904 wurde der Gasdrehgriff, 1905 die Pendelgabel (beides Patente von Hedstrom) erstmals von Indian bei einem Motorrad eingeführt.
Die ersten Indian bis 1908 werden auch als „Kamel-Rücken“ bezeichnet, da der Tank auf dem hinteren Schutzblech die Form eines Kamel-Rückens hatte. Auf diesen Tank mit zwei separaten Behältern für Benzin und Öl erhielt Hedstrom wiederum ein Patent. Bei den Modellen ab 1909 wurde der Schleifenrahmen verwendet, der den Diamantrahmen ersetzte; dadurch konnte der Motor, insbesondere bei den V-Modellen, eine tiefere Position im Rahmen einnehmen.
- Technische Daten der Einzylinder (1901–1919):

|                 | 1901–1903   | 1904–1905          | 1906–1907       | 1908–1910   | 1908–1911 | 1909–1919                                 |
| --------------- | ----------- | ------------------ | --------------- | ----------- | --------- | ----------------------------------------- |
| Hubraum         | 224 cm³     | 224 cm³            | 288 cm³         | 316 cm³     | 442 cm³   | 499 cm³                                   |
| Ventilsteuerung | automatisch | automatisch        | automatisch     | automatisch | ioe       | ioe                                       |
| Leistung        | 1,75 PS     | 1,75 PS            | 2,25 PS         | 2,75 PS     | 3,5 PS    | 4 PS                                      |
| Farbe           | blau        | blau, schwarz, rot | auch dunkelgrün |             |           | ab 1912 Indian-Rot Tankdekor Indianerkopf |

### Zweizylinder
Bereits 1907 erschien bei Indian das erste Zweizylinder-Modell mit V-Motor und einem Hubraum von 577 cm³ (35,2 ci) und 4 PS, 1908 mit 633 cm³ (38,61 ci) und mit 988 cm³ (60,32 ci) Hubraum und den für Indian typischen Bankwinkel von 42 Grad, der bis zum Produktionsende beibehalten werden sollte. Beide batteriegezündete 1908er Motoren hatten gesteuerte stehende Auslassventile, hängende ungesteuerte Einlass-Schnüffelventile und 5 bis 7 PS Leistung. Die ersten Modelle waren mit Riemenantrieb ausgerüstet.
1910 erschien die für Indian typische Blattfedergabel am Vorderrad, die bis 1946 verwendet wurde. 1911 wurde mit dem Zweigang-Getriebe der Kettenantrieb eingeführt, ab 1912 wurde ein Kickstarter angeboten; dadurch verschwanden die Fahrradpedale, mit denen der Motor bis dahin gestartet wurde. Modelle ohne Fahrradpedale wurden mit einer kombinierten Innenband- und Außenbandbremse am Hinterrad ausgerüstet, da die Rücktrittbremse entfiel. 1913 erhielten Indians auf Wunsch eine Hinterradfederung, 1914 elektrisches Licht sowie einen elektrischen Starter. Ab 1915 wurde ein Dreigang-Getriebe verwendet, dessen Konstruktion bis 1953 beibehalten wurde.
1916, durch die Einführung der Seitenventil-Steuerung bei den Power-Plus-Modellen, erfuhr Indian eine technische Aufrüstung, die kaum ein anderer amerikanischer Hersteller zu bieten hatte. Von 1916 bis 1919 war auch ein Achtventilmotor mit Dreiganggetriebe (Modell 1916 H) erhältlich. Die Indian Motocycle Company war von 1913 bis 1917 (auch durch ihre Militärproduktion) die größte Motorradfabrik der Welt. Auf dem Höhepunkt fertigten über 3000 Beschäftigte 32.000 Motorräder pro Jahr.

Rennmodell mit 60.32 ci (1908)
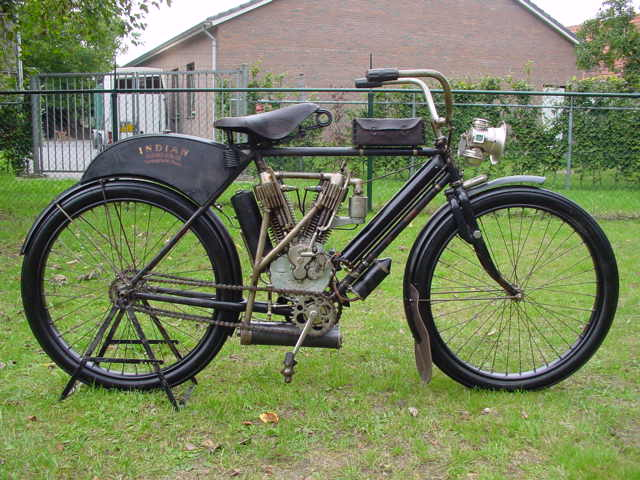
Zweizylinder (1908)
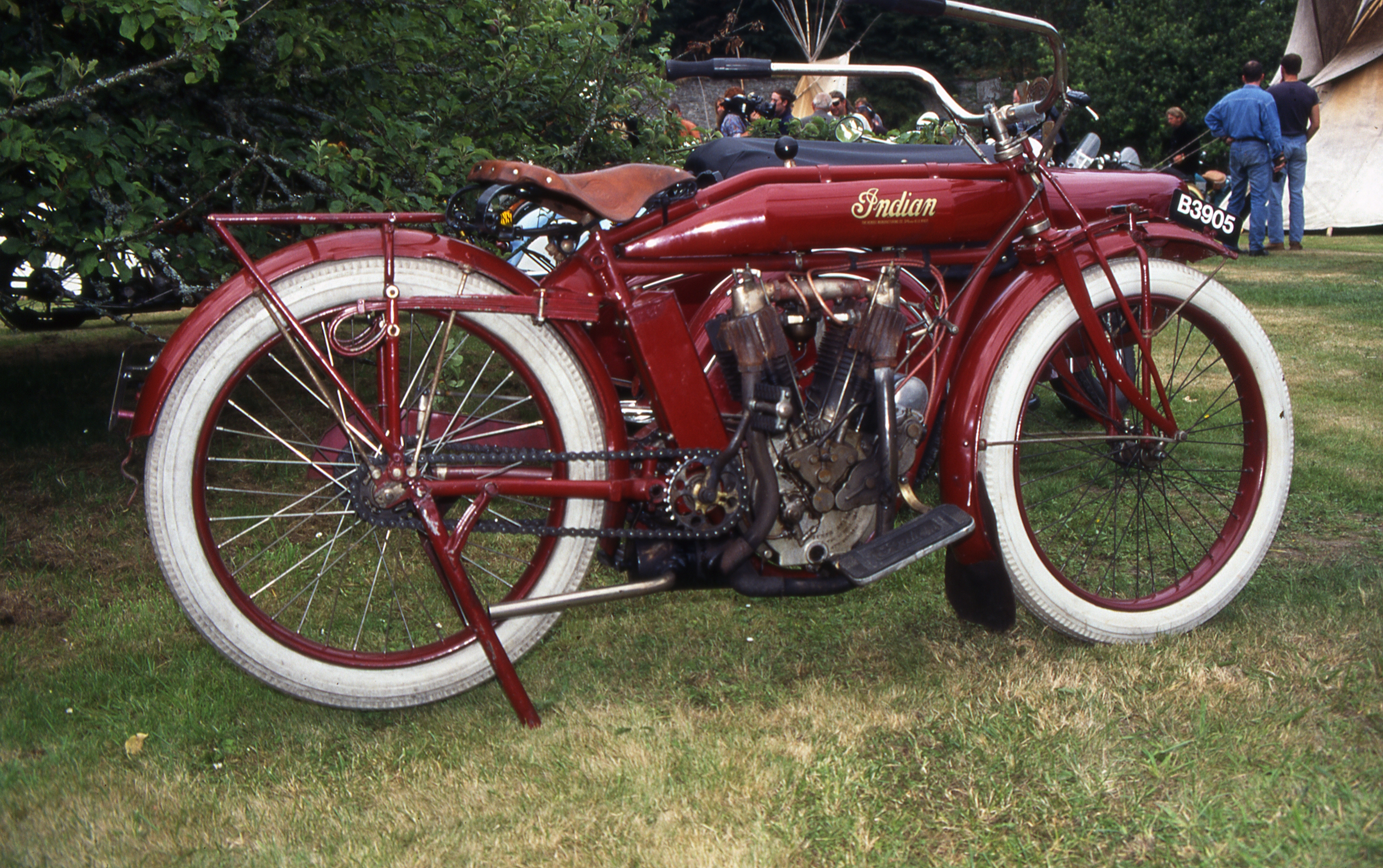
Zweizylinder mit 988 cm³ Hubraum und Hinterradfederung (1913)
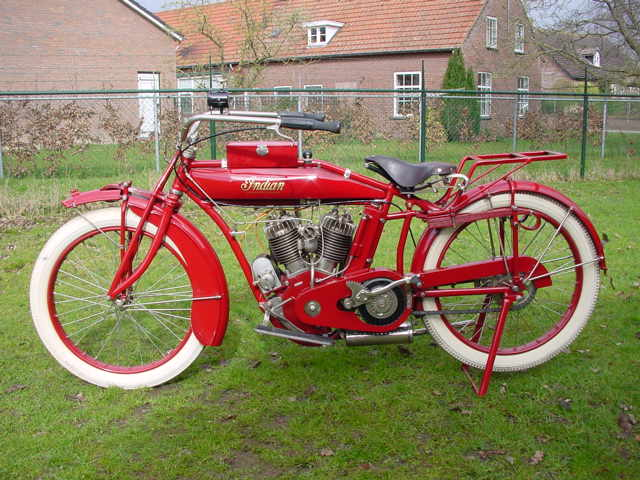
Indian Powerplus (1916)

#### Scout und Chief (1920–1953)
1920 erschien die erste Scout, 1923 das größere Modell Chief, das bis 1953 gebaut wurde. Am 7. April 1923 wurde die 250.000ste Indian produziert. Ab 1928 wurde bei allen Modellen am Vorderrad eine Trommelbremse verbaut.
1933 erfolgte die Umstellung von Verlustschmierung und automatischem Tropföler auf Trockensumpfschmierung; damit wurden Indian-Motoren bereits Jahre vor Harley-Davidson langstreckentauglich. 1932 wurde die Junior Scout, 1934 die Sport Scout mit einer Trapezgabel ausgeliefert, während die Indian Four bis zu deren Produktionseinstellung 1942 und die Chief bis 1946 mit der indian-typischen Blattfedergabel gebaut wurden. Ab 1935 konnte auf Wunsch ein Viergang-Getriebe oder das Dreigang-Getriebe mit Rückwärtsgang geordert werden.
1940 führte Indian bei allen Modellen eine Geradewegfederung am Hinterrad ein. Die Handschaltung wurde erst bei den Militärmodellen (741/841) sowie den letzten Chief-Modellen (1950–1953) durch eine Fußschaltung ersetzt. Die letzte Chief erhielt auch eine Teleskopgabel, die Baujahre davor (1947–48) erhielten eine Trapezgabel.
Scout und Chief-Modelle prägten das öffentliche Bild in den 1920er und 1930er Jahren der USA; bis zu 70 Prozent aller Motorradpolizisten der Vereinigten Staaten fuhren Indian. Der Marktanteil an produzierten Modellen betrug laut Indian in den 1930er Jahren:
- 52 Prozent für das Chief-Modell,
- 35 Prozent für die 45-ci-Scout,
- 9 Prozent für die Four und
- 4 Prozent für die kleine Scout mit 30,5 ci-Motor.[16]

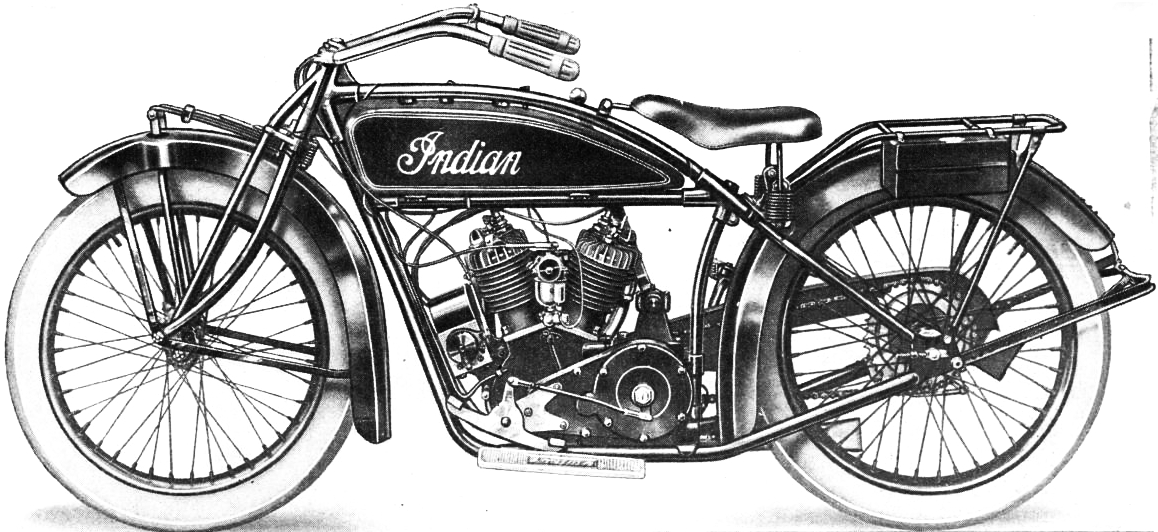
Erste Scout (1920)
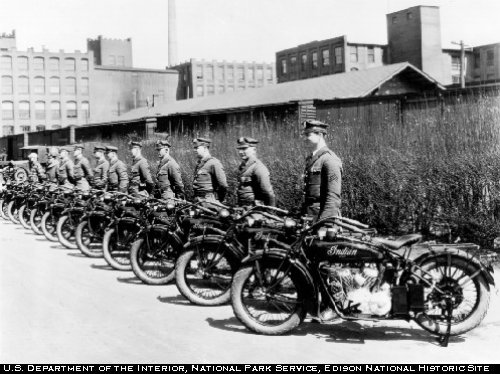
„Police Spezial“ Scout (1927)
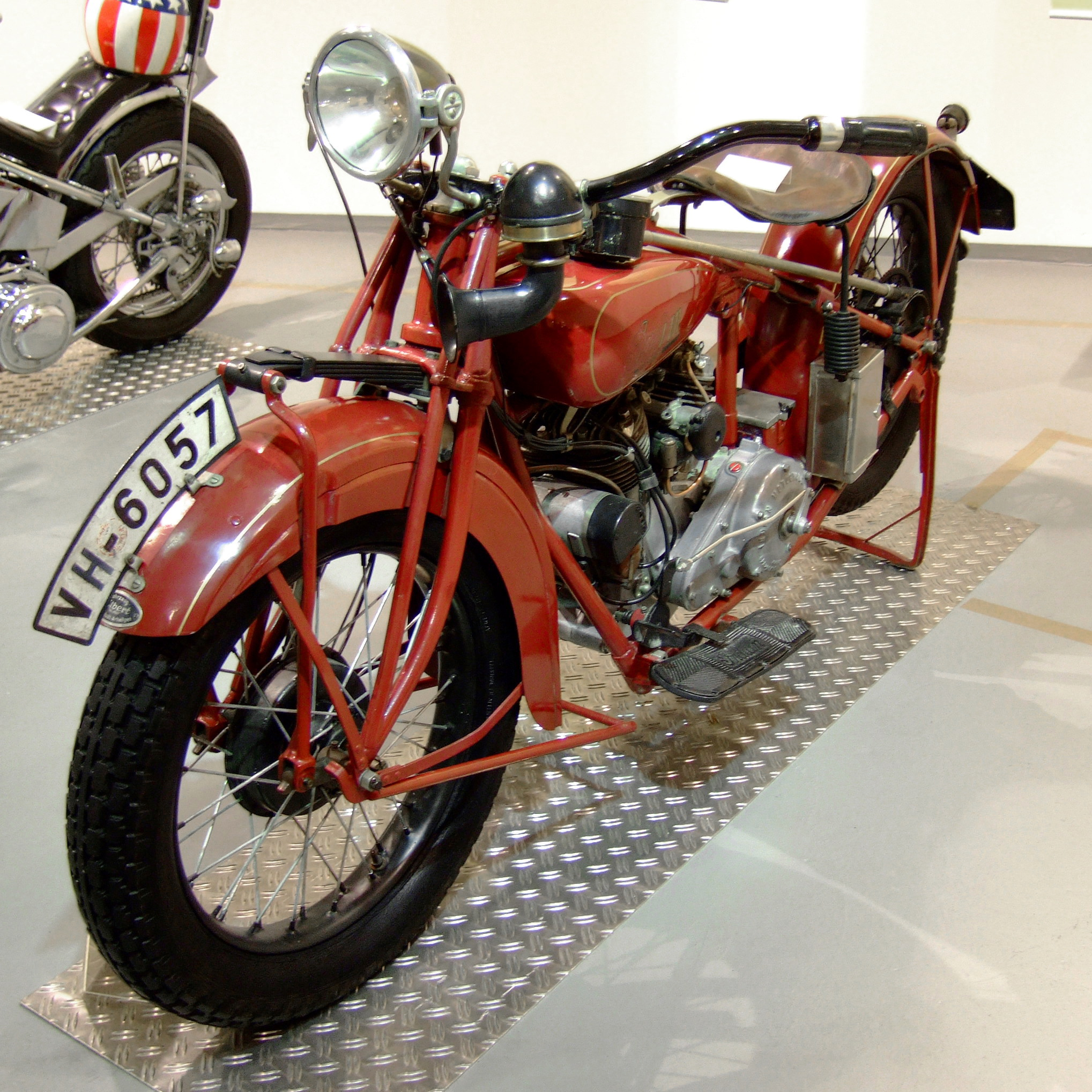
Scout (1929)
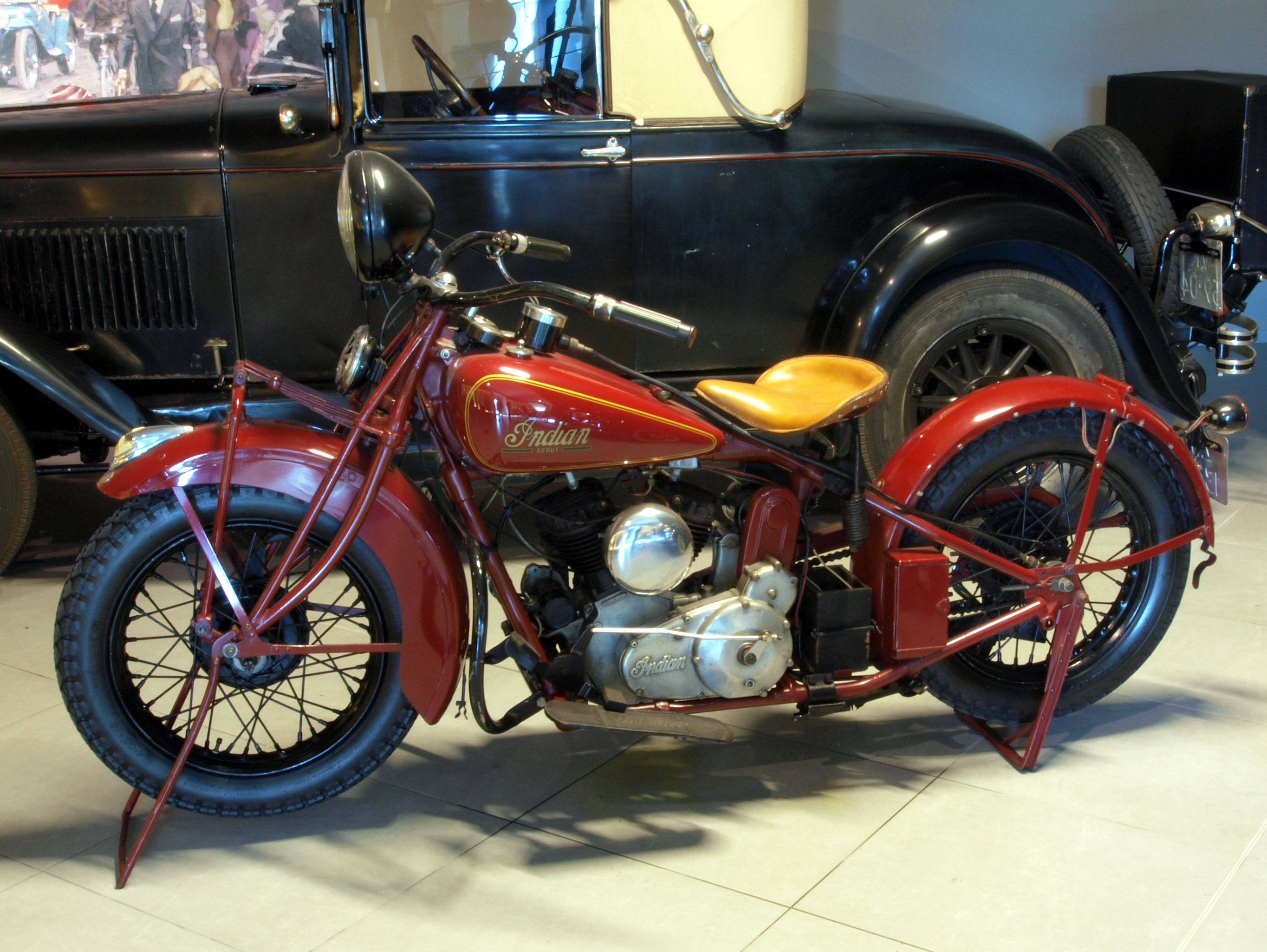
Scout (1932)
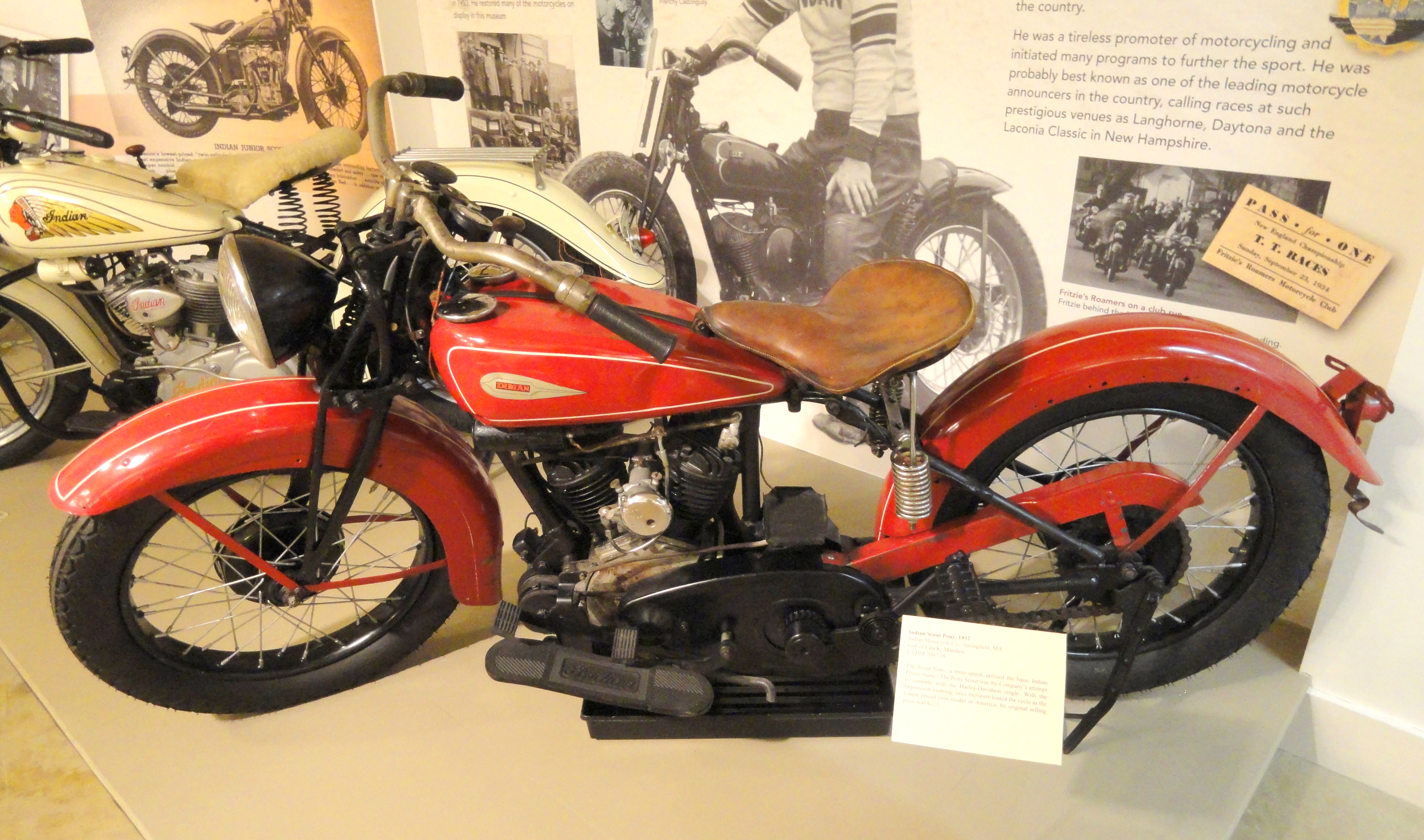
Junior Scout (1932)
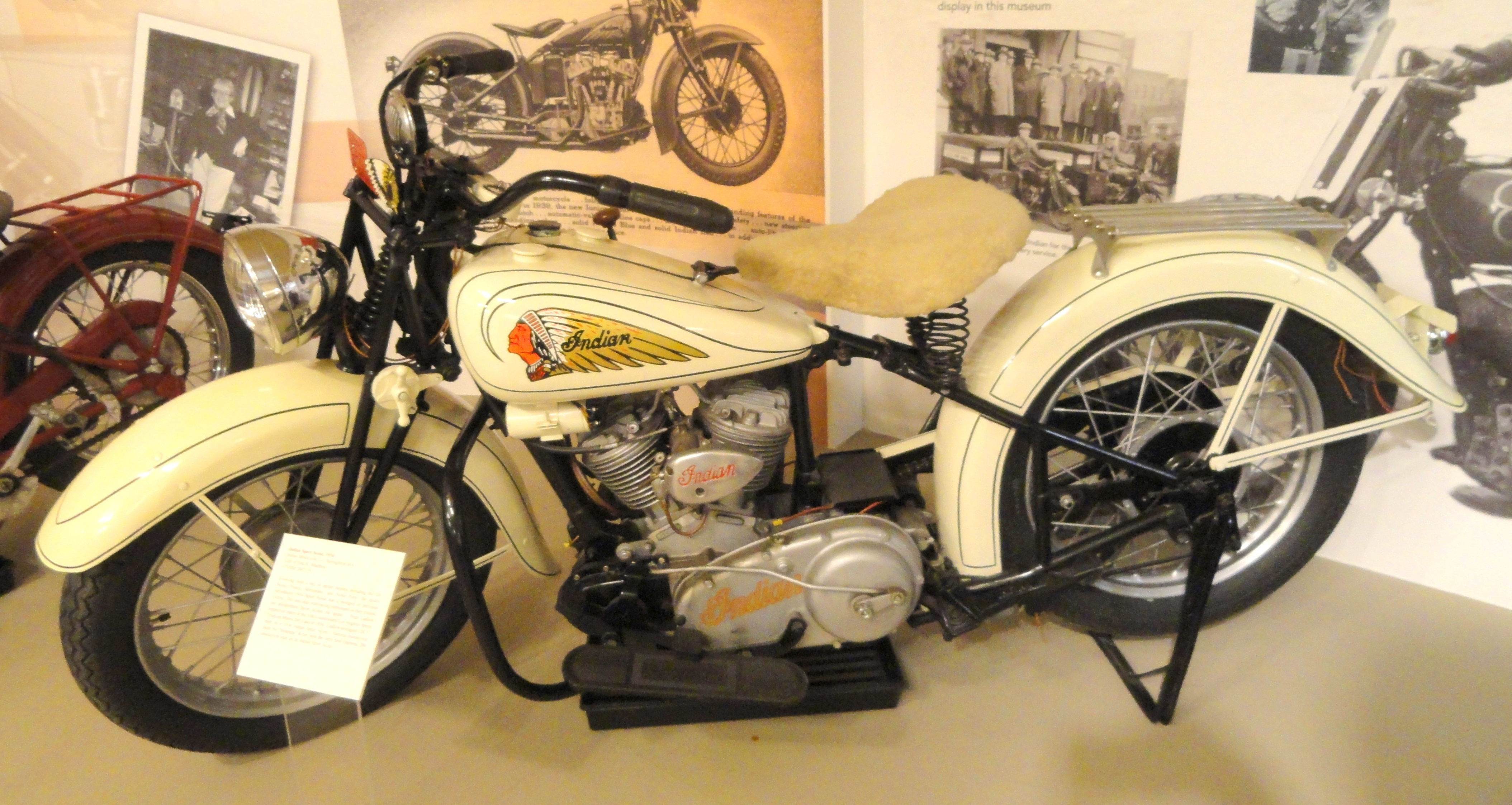
Sport Scout (1934)

- Technische Daten von Scout und Chief:

|                               | Scout           | Scout 101       | Junior Scout      | Sport Scout     | Chief            | Chief Roadmaster |
| ----------------------------- | --------------- | --------------- | ----------------- | --------------- | ---------------- | ---------------- |
| Baujahr                       | 1920–1931       | 1927–1937       | 1932–1941         | 1934–1942       | 1923–1948        | 1950–1953        |
| Hubraum                       | 596 cm³ (37 ci) | 744 cm³ (45 ci) | 492 cm³ (30,5 ci) | 744 cm³ (45 ci) | 1207 cm³ (74 ci) | 1310 cm³ (80 ci) |
| Bohrung/Hub                   | 69,8 × 77,8 mm  | 73 × 88,9 mm    | 63,5 × 77,8 mm    | 73 × 88,9 mm    | 82,5 × 112,7 mm  | 82,5 × 122,2 mm  |
| Leistung                      | ca. 10 PS       | ca. 18 PS       | ca. 12 PS         | ca. 25 PS       | ca. 40 PS        | ca. 50 PS        |
| Gewicht                       | 154 kg          | 168 kg          | 143 kg            | 175–200 kg      | 220–250 kg       | 258 kg           |
| Radstand                      | 1384 mm         | 1450 mm         | 1333 mm           | 1435 mm         | 1562–1575 mm     | 1575 mm          |
| Höchstgeschwindigkeit in km/h | ca. 90          | 110–120         | ca. 100           | 130–135         | 135              | 148              |

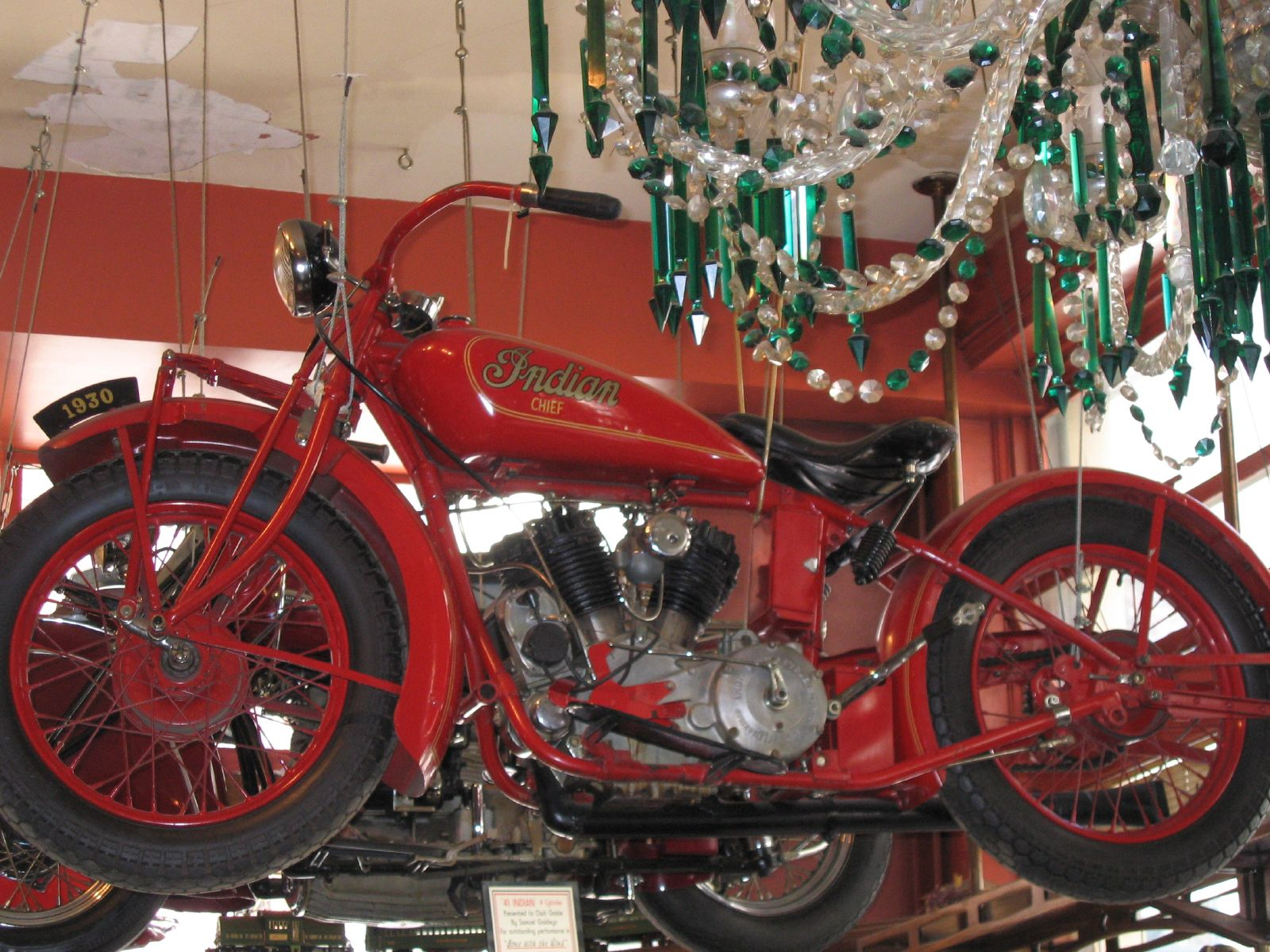
Chief (1930)
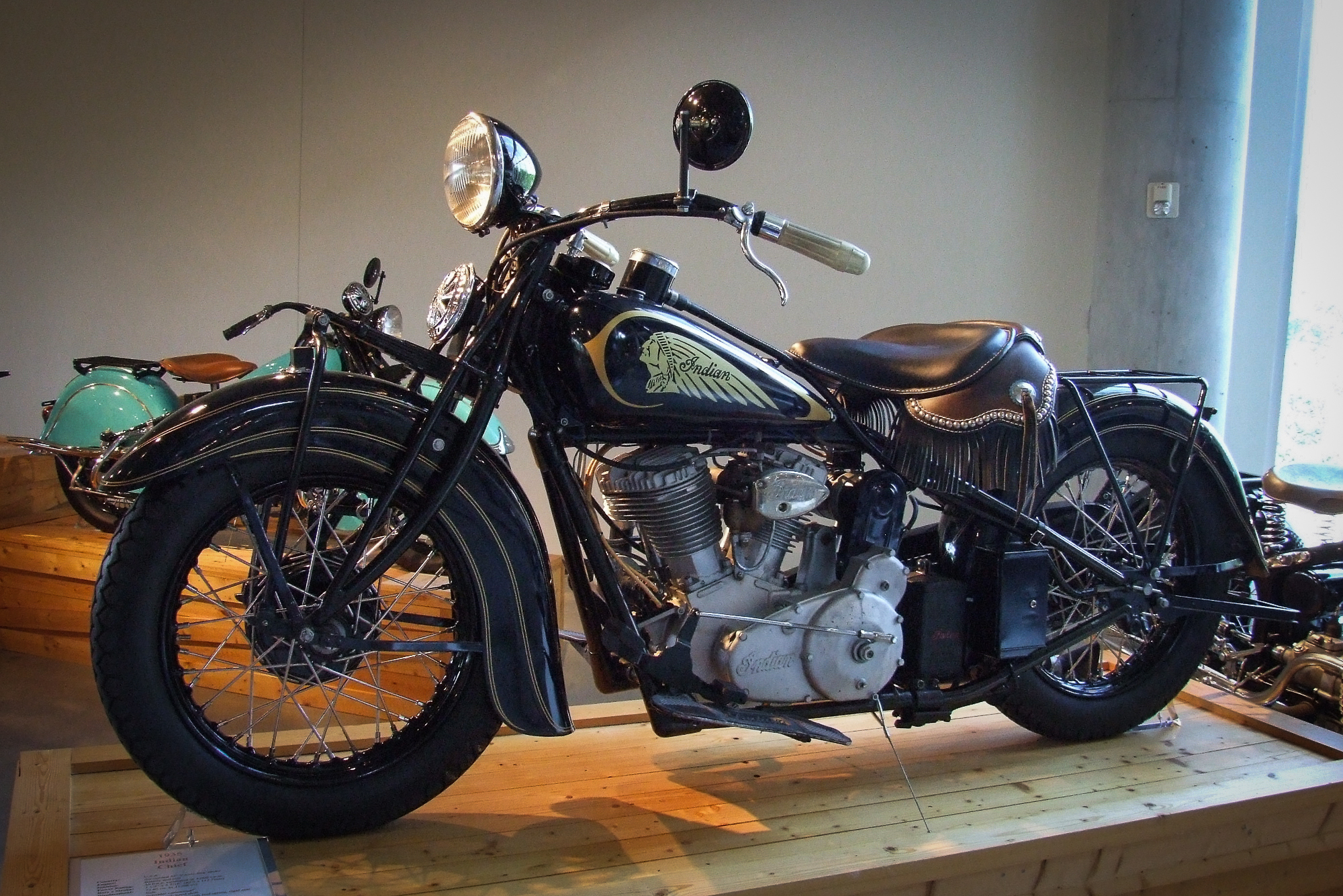
Chief (1935)
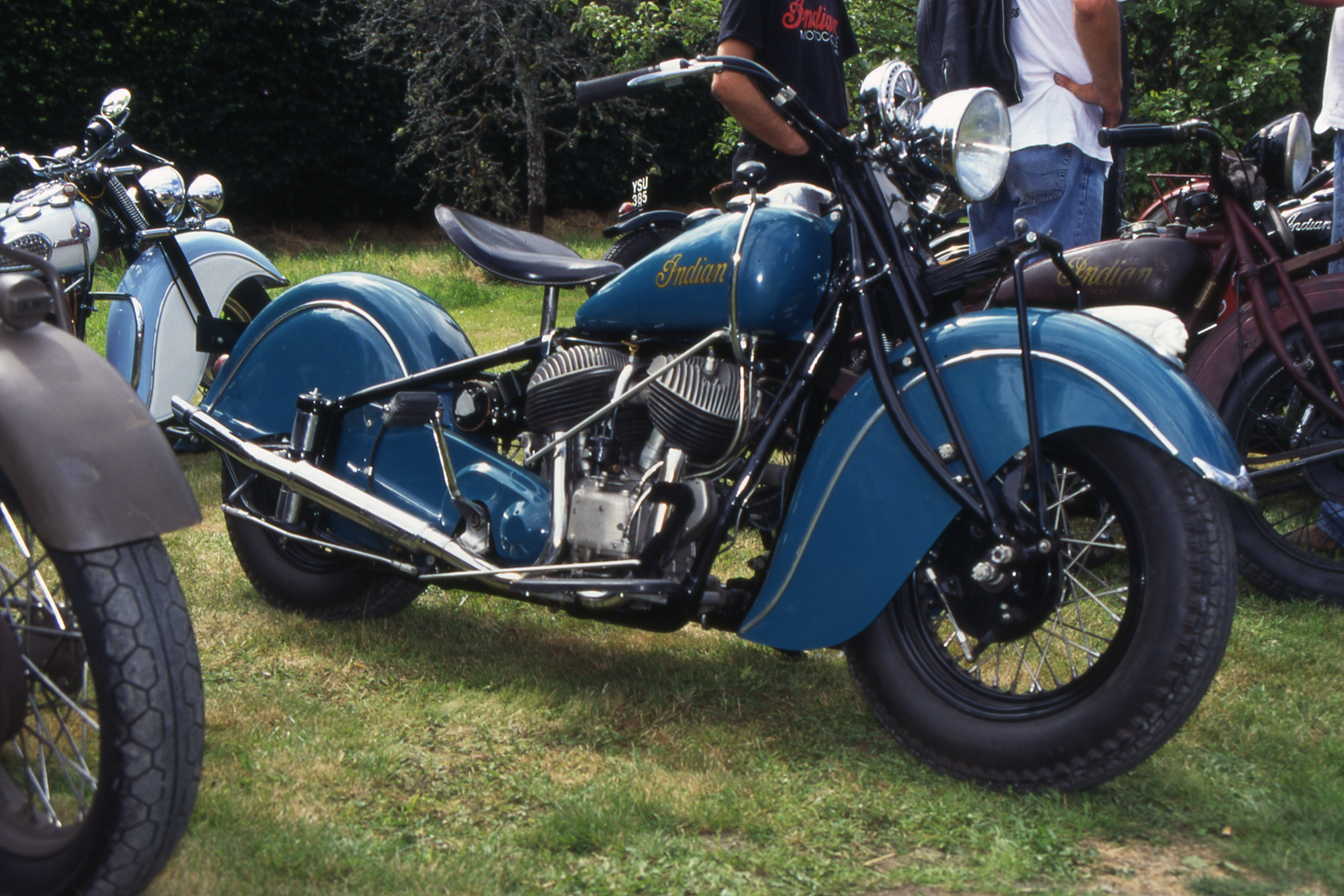
Chief (1941)
Chief (1947)
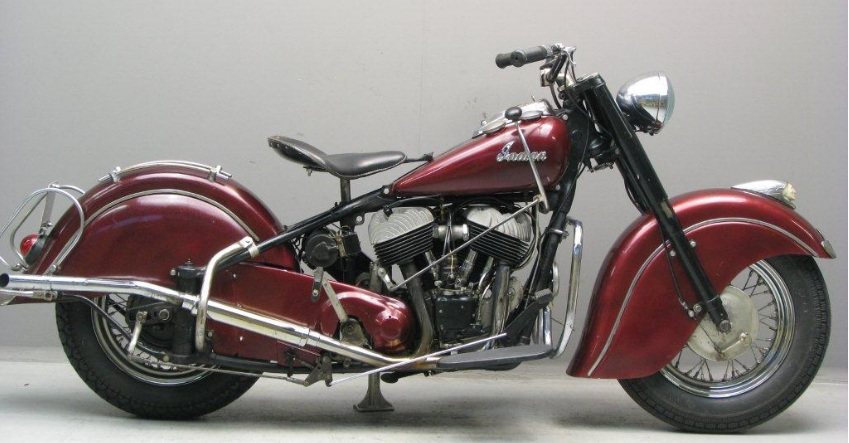
Chief (1950)

Der heutige Wert einer restaurierten Scout oder Chief liegt bei über 20.000 Euro. Steve McQueens Sport Scout von 1940 erzielte bei Bonhams über 38.000 Euro, seine Chief mit Beiwagen von 1923 über 90.000 Euro.

#### Mabeco-Kopie

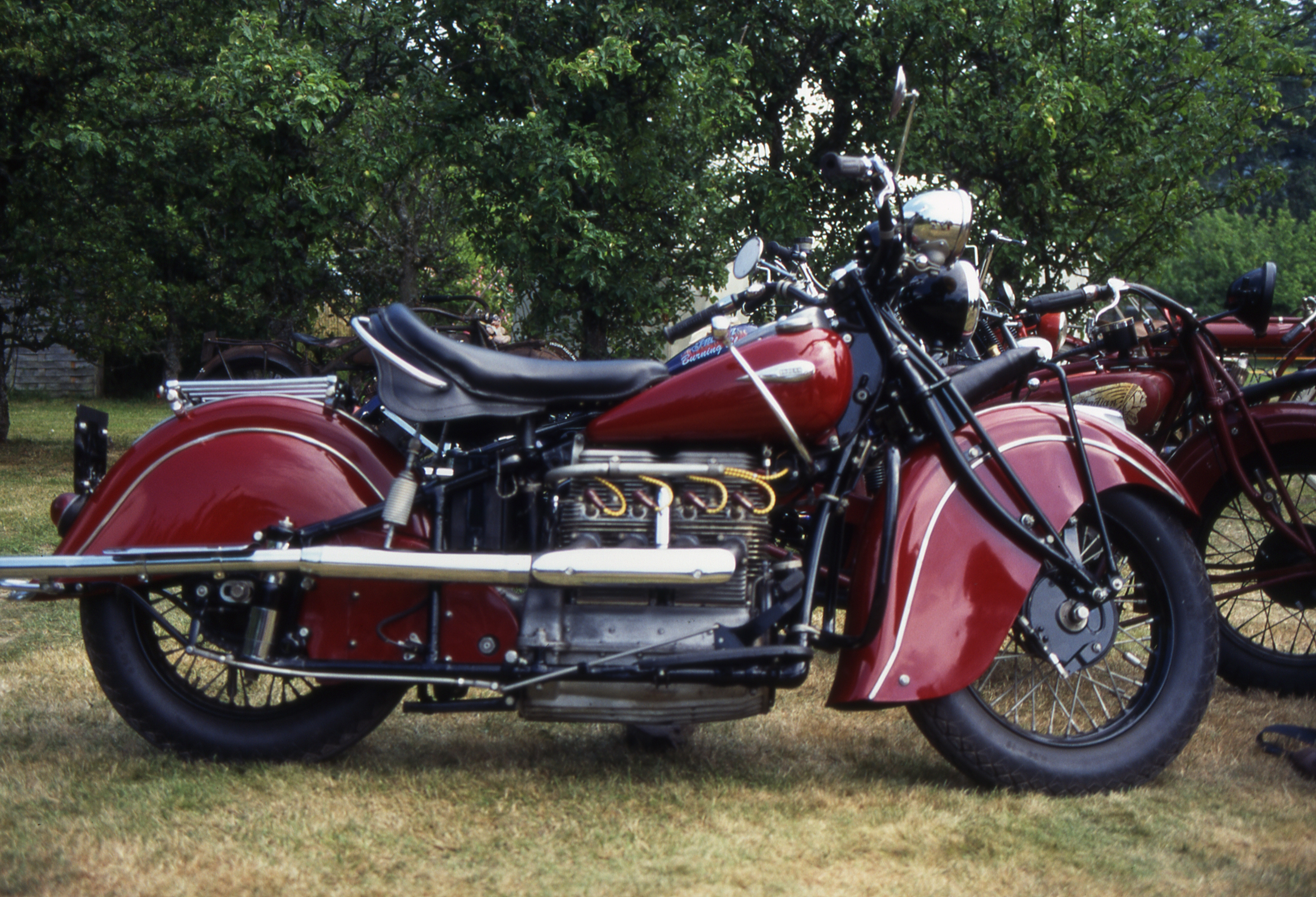
Indian Four (1940)

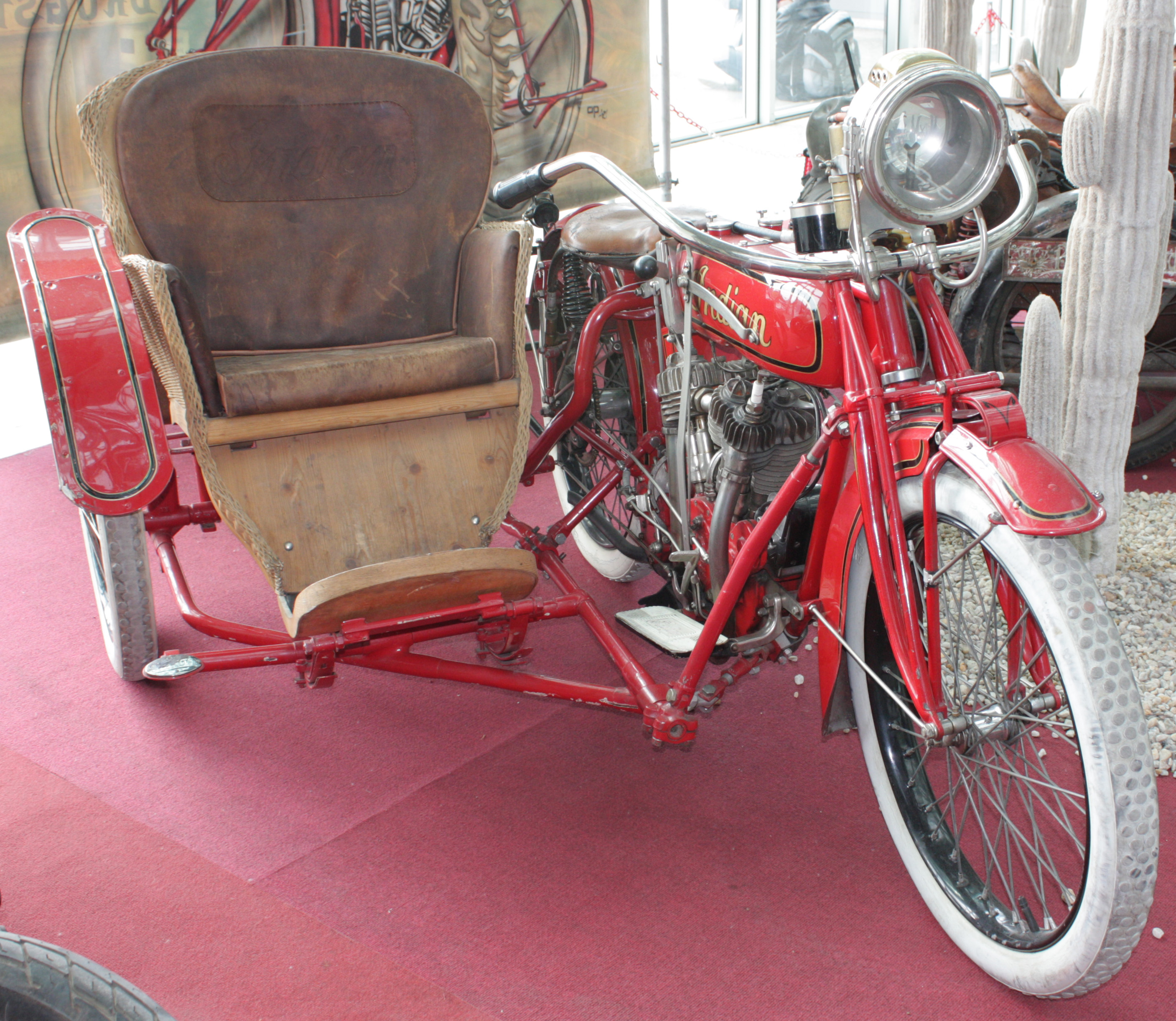
Indian Powerplus mit Beiwagen (1918)

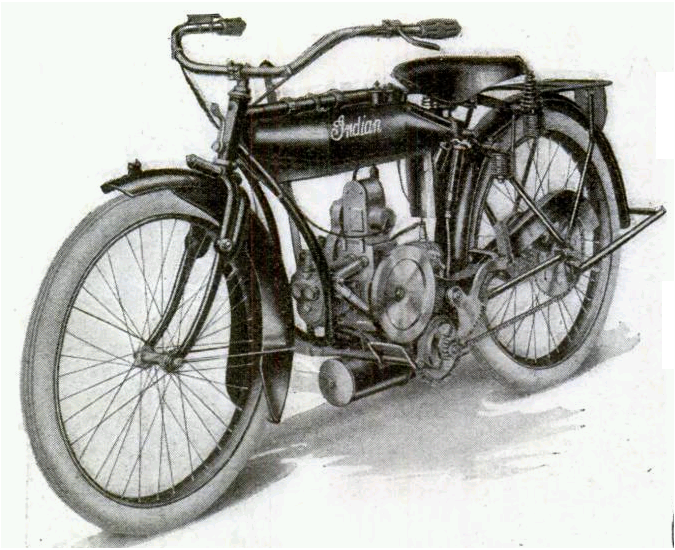
Indian Modell O (1917–1919)

Von 1922 bis 1925 wurde die 37 ci-Scout (596 cm³) vom Berliner Motorradhersteller Mabeco kopiert. Die seitengesteuerten Motoren wurden von Siemens und Halske gefertigt. Bis auf die verbesserte Blattfedergabel und die grüne Lackierung war die Mabeco ein Plagiat der Indian Scout. Die Mabeco galt qualitativ dem amerikanischen Vorbild überlegen. Nachdem die Mabeco in „Indian-Rot“ erschienen war, kam es zum Rechtsstreit zwischen Indian und Mabeco, der in einem Vergleich endete. Ab 1926 stellte Mabeco dann Zweitaktmotorräder her.

### Vierzylinder (1927–1942)
1927, mit der Übernahme der Firma Henderson/Ace, wurde Indian zu einem der Pioniere im Bau von Vierzylinder-Motorrädern. Die technisch zunächst unveränderten Modelle hießen fortan Indian Four. In verschiedenen Varianten wurde der längs eingebaute, luftgekühlte Reihenvierzylinder mit 1265 cm³ Hubraum und 30 (1928) bis 40 PS Leistung von 1928 bis 1942 gebaut. Ein entscheidender Termin für das Kopf-an-Kopf-Rennen mit Harley-Davidson war das Jahr 1936. Indian stellte in diesem Jahr, mit einer später „Upside-Down“ genannten Version des Vierzylinders, die Technik auf den Kopf: der Auslass befand sich nun über dem Einlass, unter dem Tank. Der hochgelegte Auspuffkrümmer des zerklüfteten Motors konnte dem Fahrer „allzu leicht das rechte Bein rösten“. Die Indian Four von 1936 bis 1937 wurde auch als das „schlechteste (von Indian) je gebaute Motorrad“ bezeichnet. 1938 wurde die Fehlentwicklung durch einen neu konstruierten Motor mit paarweise angeordneten Zylindern ersetzt, der der Four nun zu einem guten Ruf als komfortables, leistungsstarkes und langstreckenfähiges Motorrad verhalf.

### Sondermodelle

#### Gespanne
Hedstroms Chefkonstrukteur Carl J. Gustafson beantragte 1913 ein Patent auf einen Beiwagenrahmen, der mittels dreier Montagepunkte an das Motorrad angeschraubt werden konnte. Ab 1914 stellte dann Indian Motorradgespanne her. Der 998 cm³-V-Motor mit 7 PS und Zweiganggetriebe war stark genug, um ein Gespann anzutreiben. Mit den seitengesteuerten Powerplus-Motoren, später mit den Chief-Modellen, konnte auf Wunsch serienmäßig ein Beiwagen angehängt werden – Militärgespanne auf dieser Basis wurden zu Tausenden im Ersten Weltkrieg gebaut. Bei der Scout gab es ab 1928 ab Werk einen leichten Beiwagen. Die spätere Indian Four war prädestiniert für den Beiwagenantrieb, sodass Indian noch 1940 ein neu entwickeltes Gespann anbot.

#### Zweitaktmotor
Ausschließlich 1916 stellte Indian das Modell K („Featherweight“) vor. Ein Dreikanal-Einzylinder-Zweitaktmotor (der einzige Zweitaktmotor, den Indian je baute) mit 221 cm³ Hubraum, Magnetzündung und 2,5 PS Leistung sorgte für den Antrieb. Die Dreigang-Handschaltung ermöglichte dem 102 kg leichten Motorrad eine Höchstgeschwindigkeit von 55 km/h. Eine der ganz seltenen „Featherweight“ wurde 2010 bei Bonhams für knapp 15.000 Euro versteigert.

#### Boxermotor
Selten sind heute auch die Indian O-Modelle von 1917 bis 1919. Hier wurde von Indian wieder ein Leichtmotorrad mit Viertaktmotor gebaut, dessen Boxermotor längs im Rahmen eingebaut wurde. Aus 257 cm³ Hubraum wurden bei dem seitengesteuerten Motor 4 PS Leistung erzielt; damit war das 115 kg leichte Motorrad bis zu 72 km/h schnell. Überreste eines Modells O wurde 2012 für knapp 8.000 Euro bei Bonhams versteigert. Harley-Davidson kam mit der vergleichbaren W-Sport auf den Markt, als Indian dieses Kapitel abschloss.

#### Einzylinder
Von 1925 bis 1928 stellte Indian einen Einzylinder-Viertaktmotor mit 348 cm³ Hubraum und ca. 6 PS Leistung her. Das Leicht-Motorrad (123 kg) wurde unter der Bezeichnung Prince angeboten und sollte eine Konkurrenz zu Harley-Davidsons Peashooter darstellen. An diesem Modell wurde von Indian erstmals eine Trapezgabel verbaut; die Serienversion hatte eine SV-Ventilsteuerung, wenige Rennmodelle waren mit OHV-Ventilsteuerung ausgestattet.

#### Lastendreirad
1931 stellte Indian ein Lastendreirad unter der Bezeichnung Dispatch Tow vor. Der Antrieb erfolgte mit dem 45-ci-Motor der Indian Scout 101, später auch mit dem Motor der Chief und einer Tragfähigkeit von bis zu 550 kg. In Prospekten wurde die mit einer Trapezgabel ausgerüsteten Dispatch Tow bis 1935 angeboten. Von 1952 bis 1953 erinnerte sich Indian an das Lastendreirad, das nun unter der Bezeichnung Indian Patrol mit dem Zweizylinder-Warrior-Motor überwiegend als Polizeimotorrad für die Parkraumüberwachung hergestellt wurde.

### Sport
Hendee, „dessen Hauptbegabung das war, was heute unter Marketing zu verstehen ist“, bediente sich neben aufwändiger Produktanzeigen auch des Wettbewerbs im Rennsport. Bereits 1902 nahmen Indian-Motorräder – auch mit den Firmengründern im Sattel – an verschiedensten Rennen teil. 1903 stellte Hedstrom mit einer Indian einen Geschwindigkeitsrekord von 56 mph auf. Um 1906 entstand ein erster V-Motor in der Rennabteilung von Indian, 1907 die käufliche Variante. 1908 brach Paul Derkum mit einer Indian 10 Geschwindigkeitsrekorde. 1911 feierte Indian bei der Isle of Man TT mit Oliver Godfrey, Charles Franklin und Arthur Moorhouse einen Dreifachsieg in der Senior-Klasse. Ebenfalls 1911 erschienen die Indian-Bahnrennmaschinen, die in den folgenden Jahren in Bahnrennen schier unschlagbar waren. 1920 stellte Ernest Walker in Daytona auf einer Indian mit 167,67 km/h den ersten von der FIM anerkannten Geschwindigkeitsweltrekord auf.
1938 versuchte Indian, diesen Geschwindigkeitsrekord zu brechen. Eine eigens dafür entwickelte Maschine mit dem Namen Indian Arrow Streamliner verpasste unter dem Fahrer Freddie Ludlow den Rekord. 1967 stellte Burt Munro mit seiner umgebauten Indian mehrere Geschwindigkeitsweltrekorde für Motorräder auf, von denen einer bis heute gültig ist. Siehe auch → Mit Herz und Hand.
Bei Steilwandfahrern sind bis heute 750er Scout-Modelle der 1920er und 1930er Jahre im Einsatz, weil der laufruhige Motor, gekoppelt mit einer außergewöhnlichen Stabilität (Starrrahmen) des Fahrwerks, dafür optimal geeignet ist.

„Sie bringt mit ihrem tiefen Schwerpunkt, der lässigen Kraftentfaltung ihres Motors […] alles mit, was der Steilwand-Akrobat braucht. […] die 750er Indian [ist] durch keine andere Maschine zu ersetzen.“

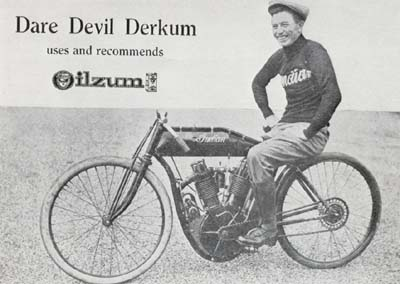
Paul Derkum (1912)
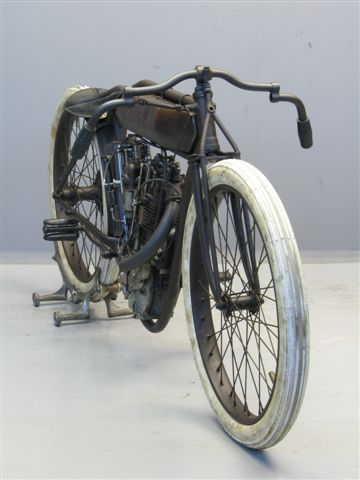
Bahnrennmaschine (1915)
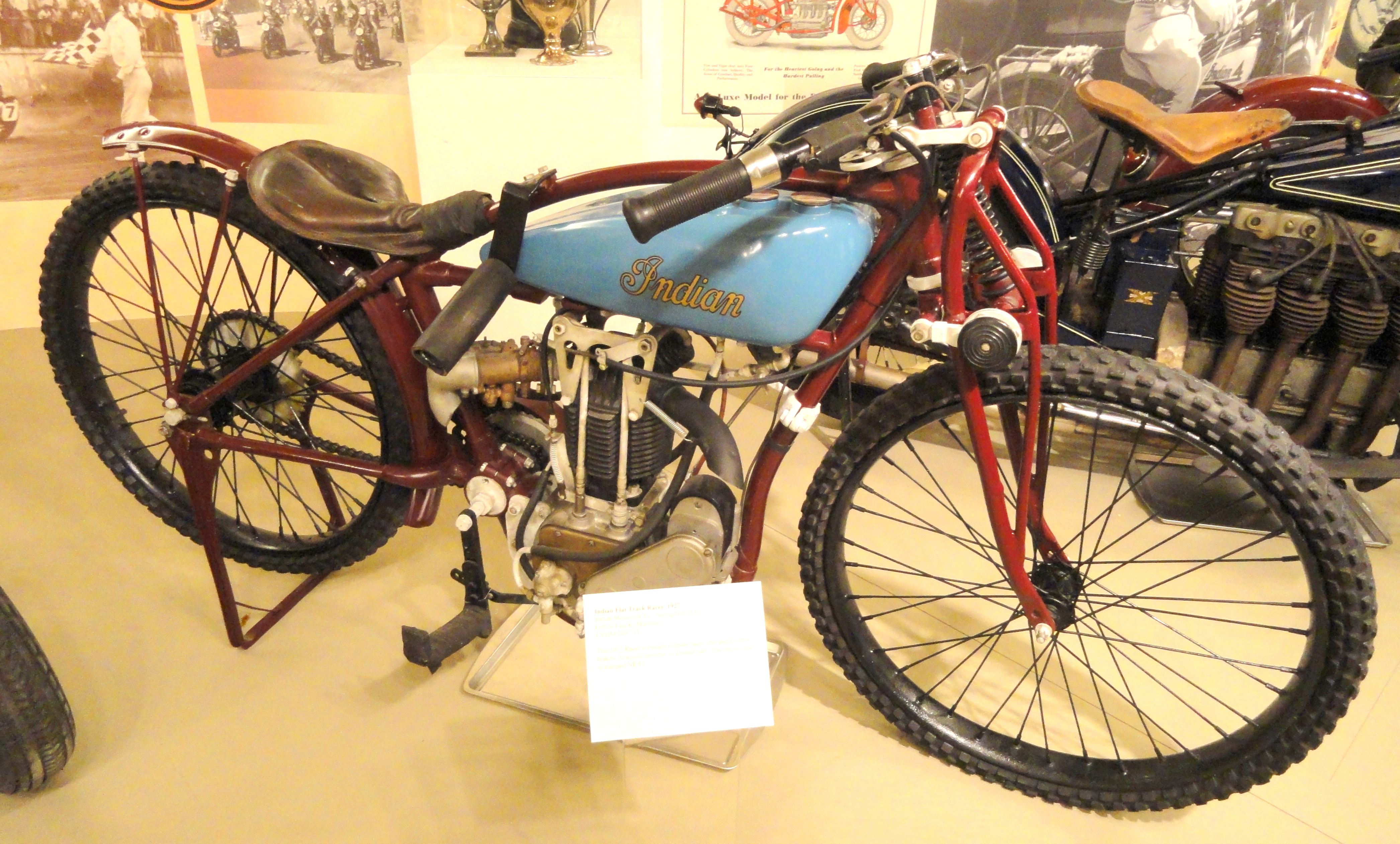
Indian Prince OHV (1927)
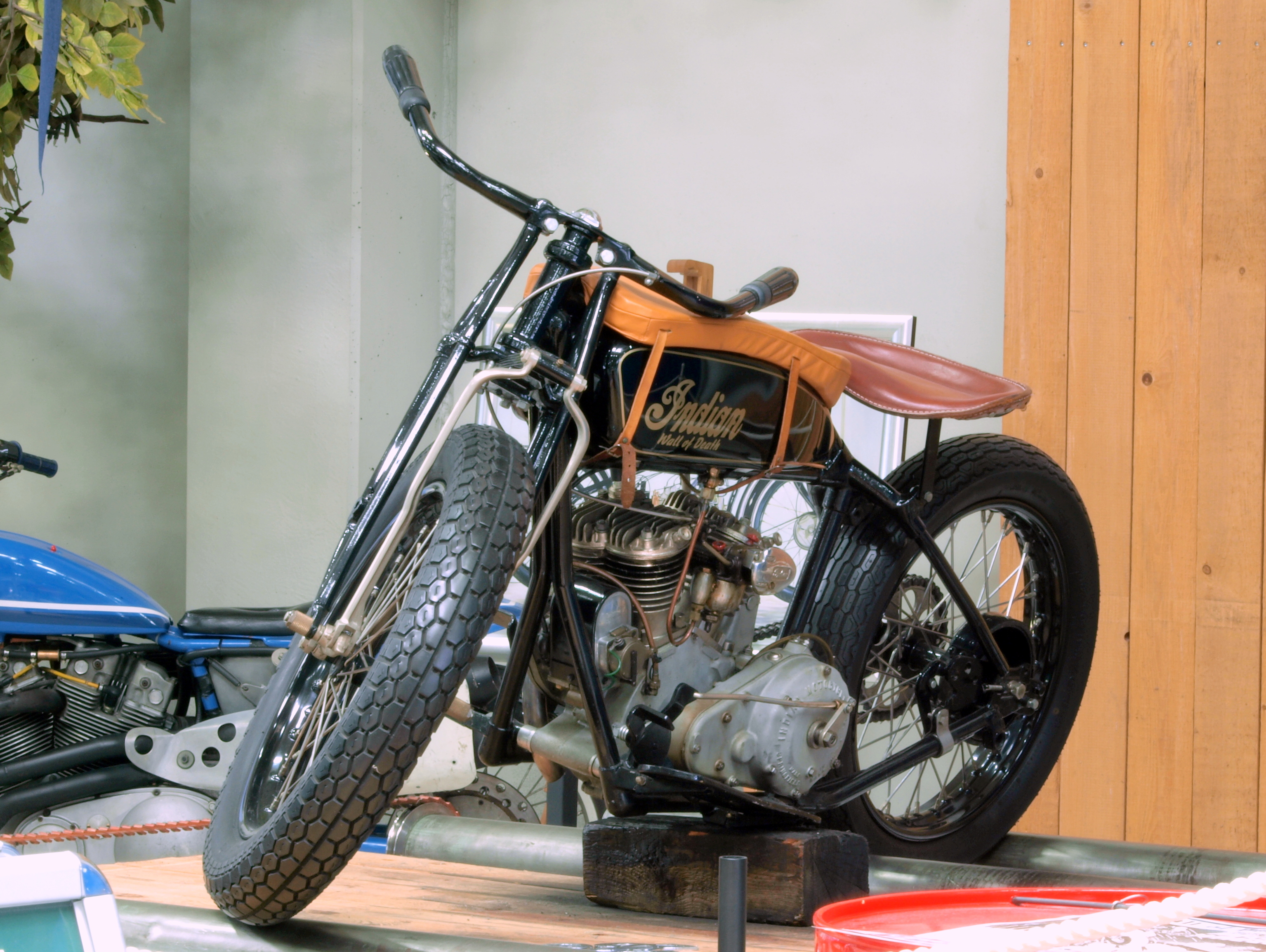
Indian Scout 101 für Steilwand (1928)
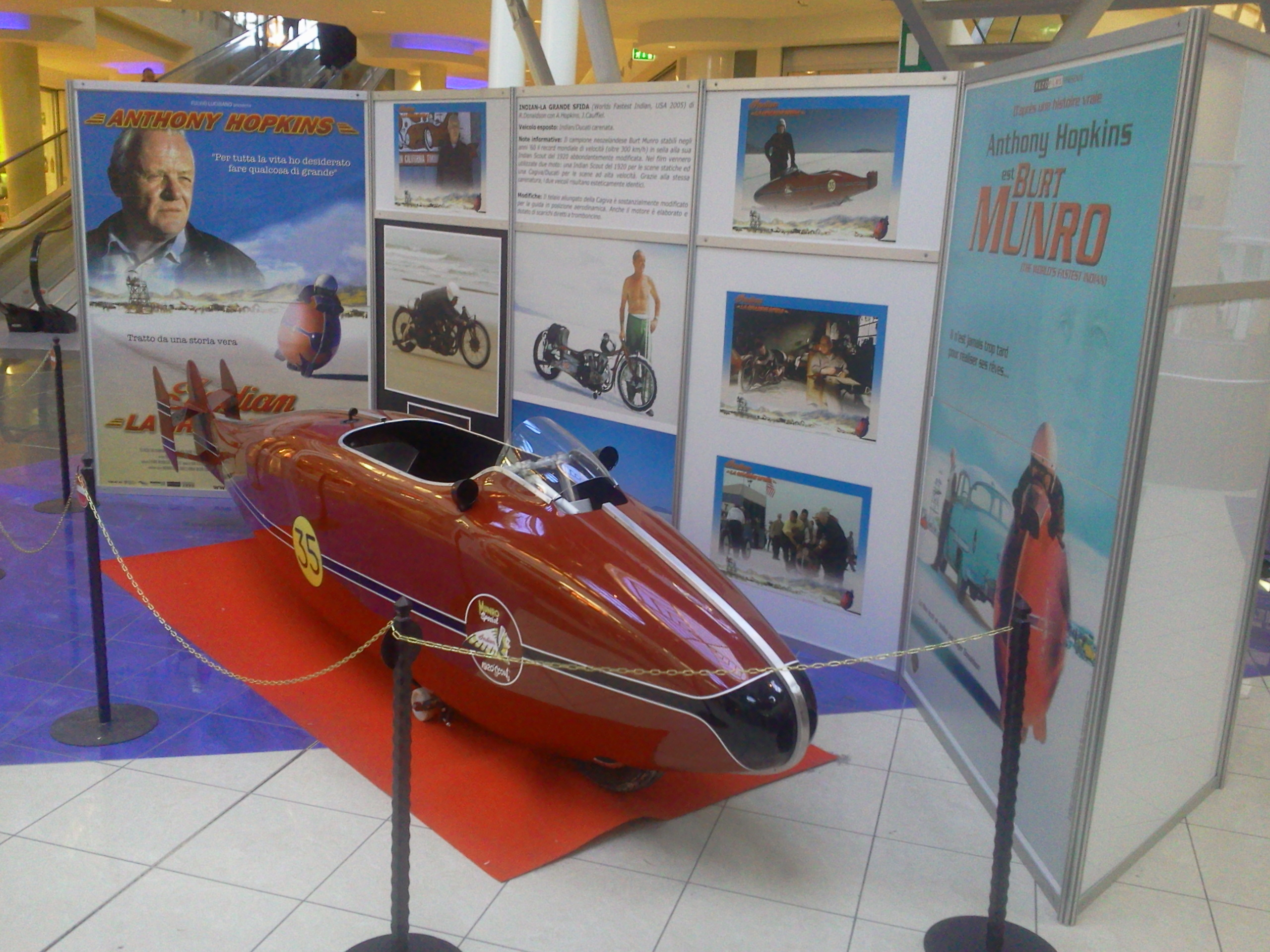
Burt Munros Indian (Nachbau)

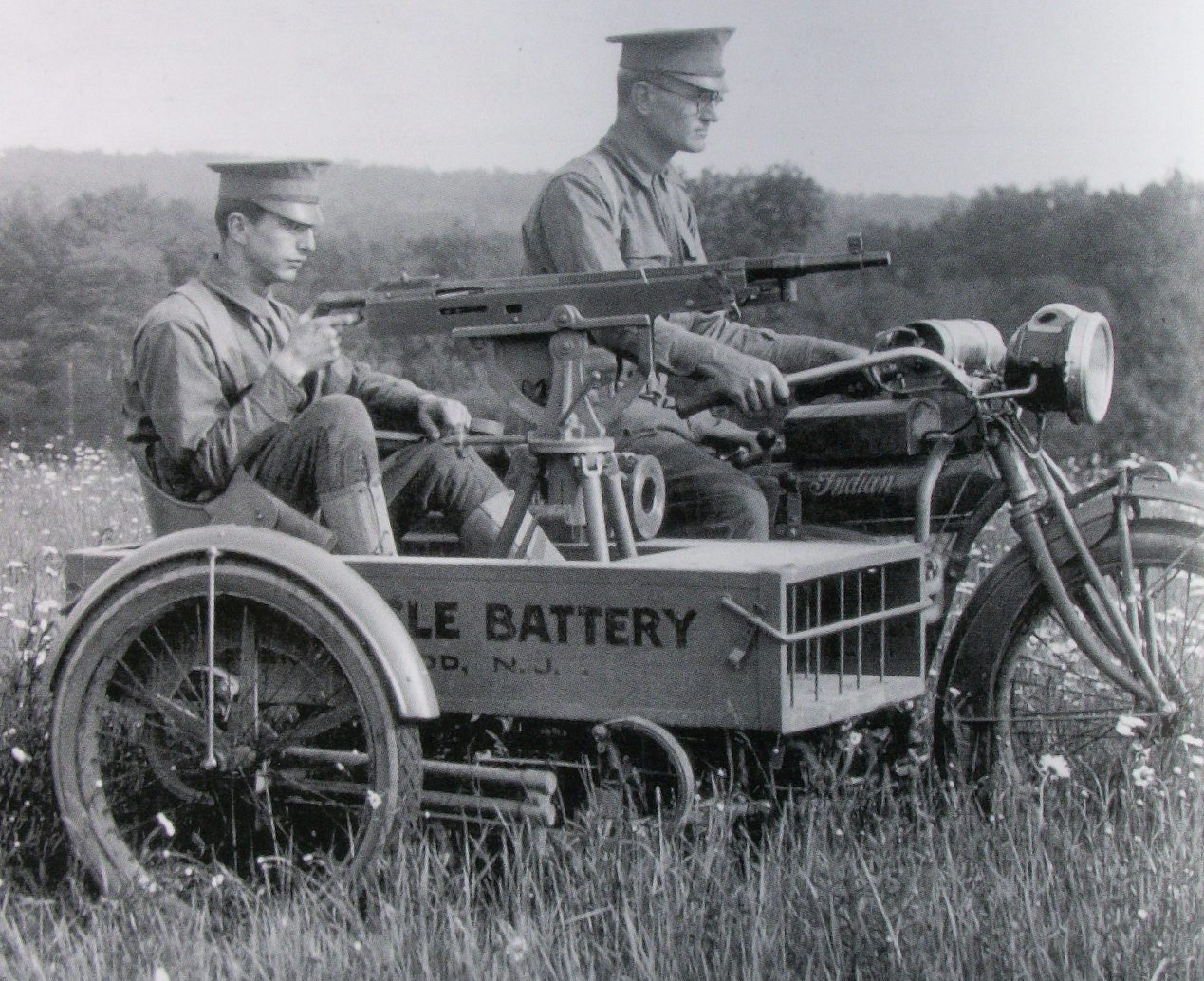
Indian-Beiwagen mit Maschinengewehraufbau (1917)

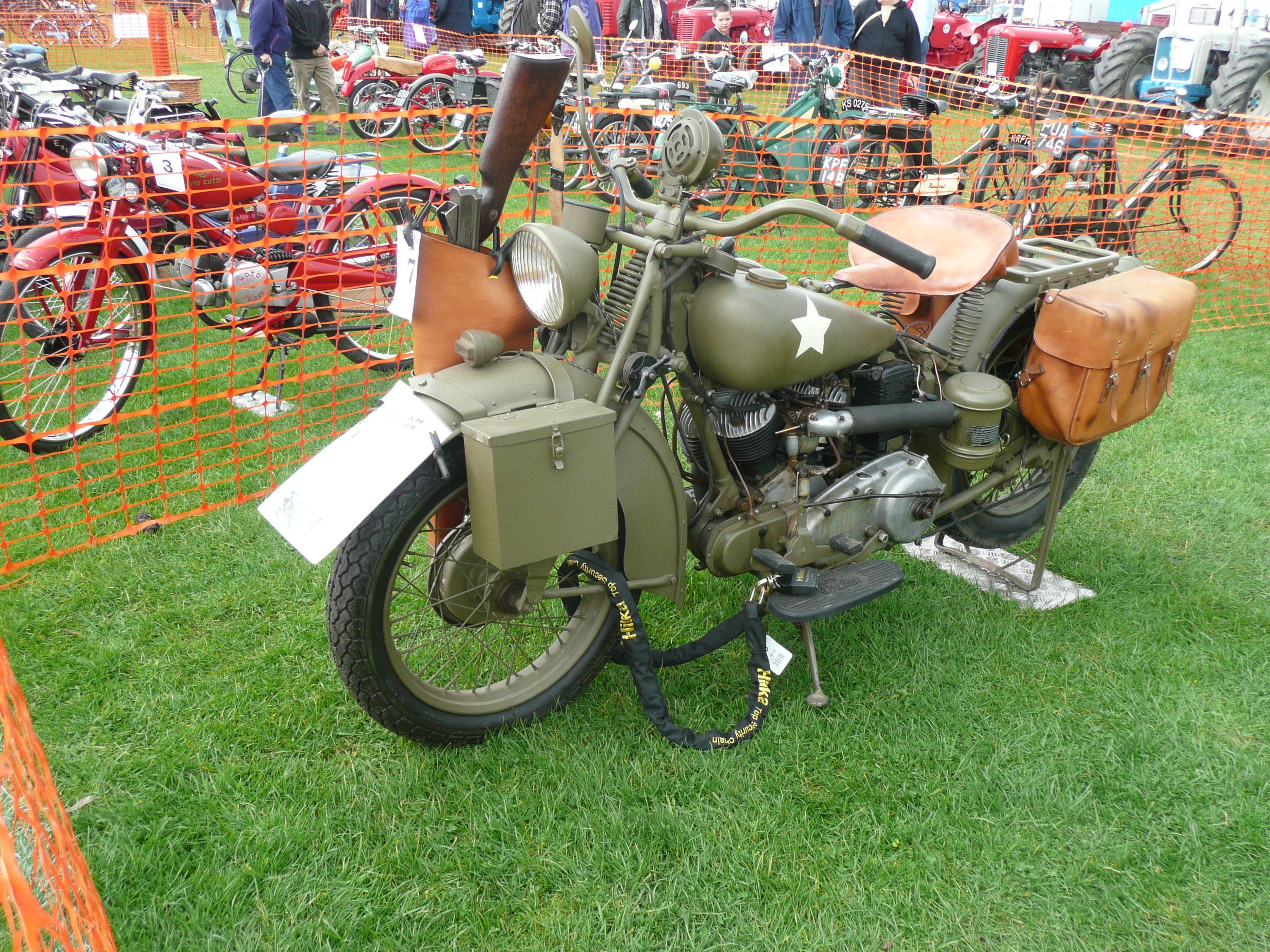
Indian 741 (1942)

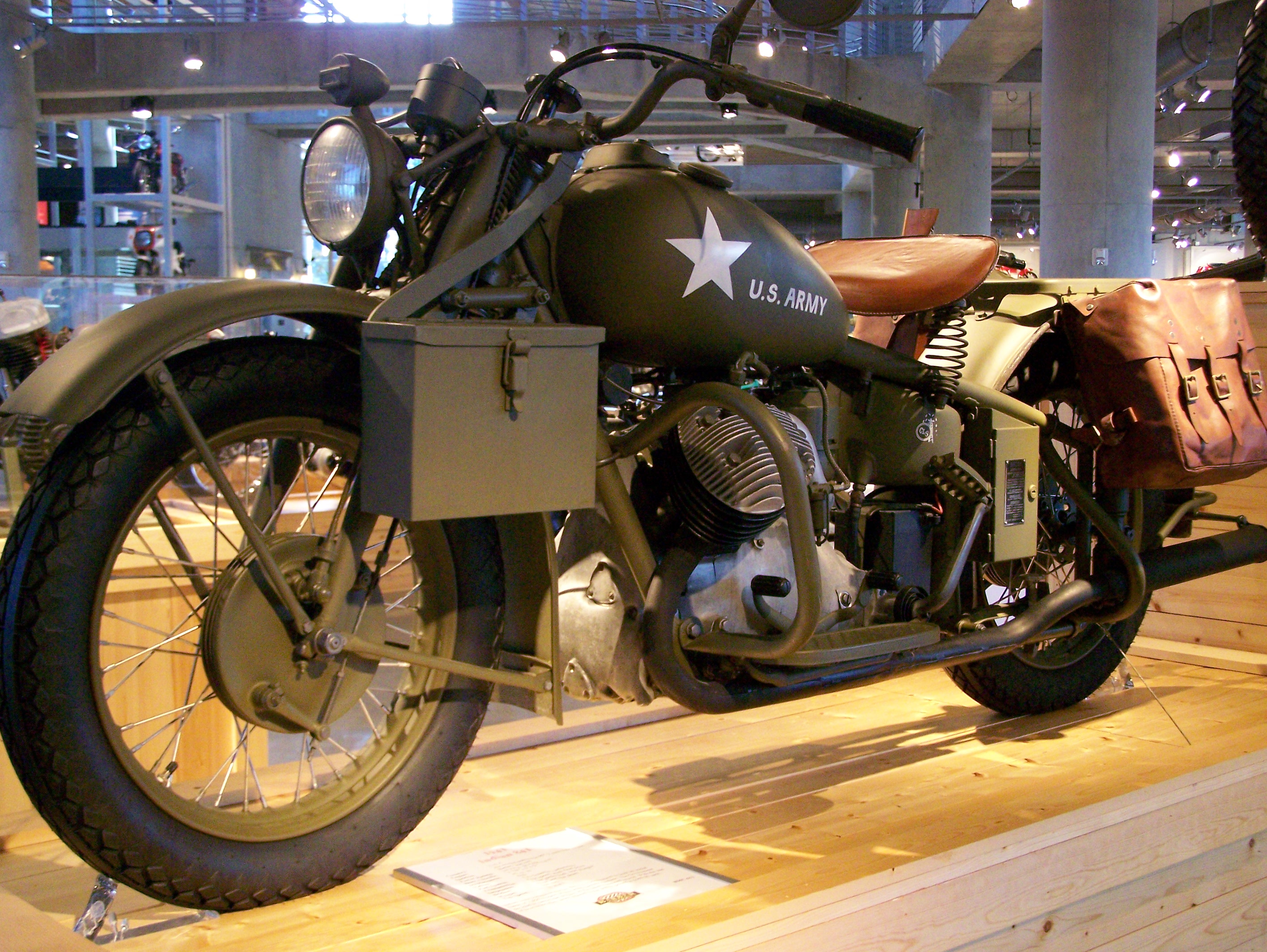
Indian 841 (1943)

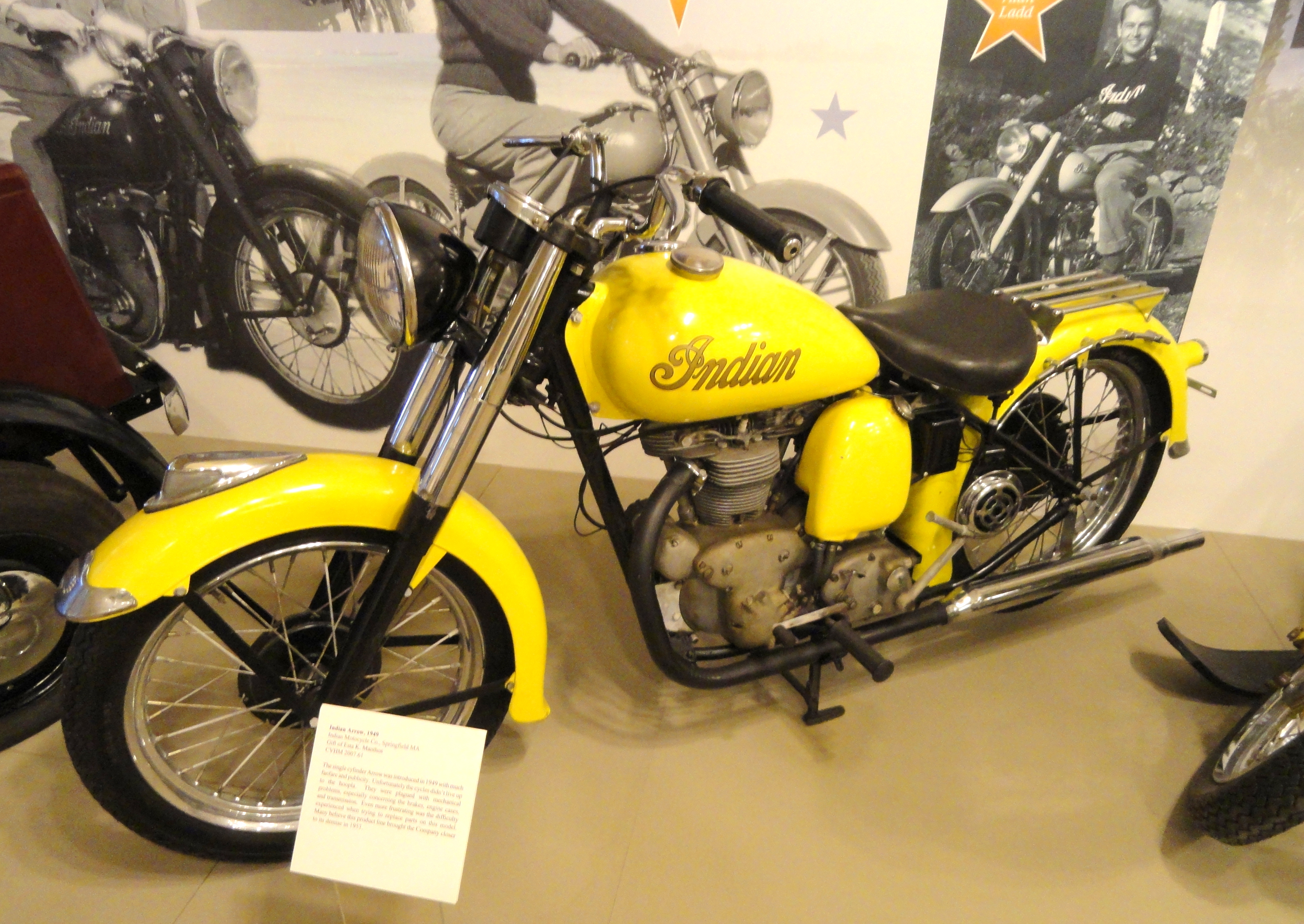
Indian Arrow (1949)

### Militärmodelle

#### Erster Weltkrieg
Die gesamte Produktion wurde im Ersten Weltkrieg von 1917 bis 1919 auf das Militär ausgerichtet. Als Basis diente der 61-ci-Powerplus-Motor mit 7 PS von 1916, der auch als Gespann-Motor für einen Maschinengewehrträger fungierte. Die American Motorcycle Heritage Foundation gibt 50.000 produzierte Motorräder für diesen Zeitraum an. Indian erreichte damit den umfangreichsten Auftrag aller amerikanischen Motorradhersteller. 63 Prozent aller von den Alliierten eingesetzten Motorräder waren Indian. Die Preise waren jedoch zu niedrig angesetzt, sodass Haupt-Konkurrent Harley-Davidson seine heimische Position ausbauen konnte.

#### Zweiter Weltkrieg
Schon vor Beginn des Zweiten Weltkriegs gab es Überlegungen, Militärmaschinen zu produzieren. Die US-Army wollte vor der offiziellen Vergabe einen Vergleich der vorhandenen Konstruktionen und unterzog diese einem Härtetest. Drei Firmen waren daran beteiligt: DELCO, ein Markenname von General Motors mit einer exakten BMW-Kopie, Indian mit einer hubraumreduzierten Scout, der Indian 741, und Harley-Davidson mit der WL von 1938. Die BMW-Kopie wurde abgelehnt und Indian war mit dem 492 cm³-Motor der Junior-Scout (die genaue Bezeichnung lautete Scout 741) der 742 cm³ Hubraum großen WL von Harley-Davidson unterlegen. Die Ausschreibung von 1938 – ursprünglich waren 105 km/h Höchstgeschwindigkeit sowie ein Motor mit maximal 30,5 ci (500 cm³) Hubraum gefordert – wurde so geändert, dass Harley-Davidson das „Geschäft“ machen konnte. Die Scout 741 wurde zwar nicht von der US-Army geordert, aber dennoch gebaut und auf alliierter Seite zu Tausenden von britischen, kanadischen und neuseeländischen Truppen eingesetzt.
1940 wurde Indian an einer weiteren Ausschreibung beteiligt. Die US-Army wünschte sich ein Motorrad mit Kardanantrieb, um insbesondere in Wüstengebieten das Problem mit der Kettenschmierung auszuschließen. Ein Vergleichstest der US-Army zwischen der Indian 841 und der von Harley-Davidson entwickelten XA (einer BMW-Kopie) gewann die XA. Über 1000 Exemplare der Indian 841 wurden bis 1943 gefertigt, jedoch nicht eingesetzt. Der quer eingebaute V-2-Motor mit längs liegender Kurbelwelle wurde später zum Markenzeichen von Moto Guzzi.
Für Indian galt nach dem 9. Februar 1942, wie für jede Firma, das Verbot der Herstellung von Zivilfahrzeugen. Für militärische Zwecke wurden jedoch bis 1946 Chief, Sport Scout und Junior Scout gefertigt. Erst 1947 wurde die zivile Produktion wieder aufgenommen.

## Nachkriegszeit
Von den ehemaligen Indian-Produkten mit V-Motor wurde nur die Chief ab 1947 wieder gebaut und weiterentwickelt, diese „Roadmaster“ erhielt 1950 eine Teleskopgabel und einen hubraumvergrößerten Motor. 1949 wurden 125 cm³ Zweitakt-Motorräder des tschechoslowakischen Herstellers ČZ aus Strakonice unter der Bezeichnung Indian CZ 125 angeboten. Ob diese Motorräder tatsächlich in die USA exportiert wurden, ist nicht geklärt.
Von 1949 bis 1952 wurde von Indian drei neu entwickelte Motorräder mit Einzylinder und Twin-Motoren mit OHV-Ventilsteuerung auf den Markt gebracht.
- Technische Daten der Nachkriegsmodelle:

|                               | Arrow          | Scout          | Warrior        |
| ----------------------------- | -------------- | -------------- | -------------- |
| Baujahr                       | 1949           | 1949           | 1950–1952      |
| Hubraum                       | 218 cm³        | 436 cm³        | 498 cm³        |
| Bohrung/Hub                   | 60,3 × 76,2 mm | 60,3 × 76,2 mm | 64,5 × 76,2 mm |
| Leistung                      | ca. 10 PS      | ca. 20 PS      | ca. 25 PS      |
| Gewicht                       | 111 kg         | 127 kg         | 143 kg         |
| Radstand                      | 1359 mm        | 1359 mm        | 1359 mm        |
| Höchstgeschwindigkeit in km/h | ca. 90         | ca. 135        | ca. 145        |

Heute gelten diese Modelle als Kuriositäten, die nicht von Indian, sondern vom ehemaligen Indian-Konstrukteur G. Briggs Weaver entwickelt wurden.

## Firmenbesitz und Konkurs
Hedstrom (1913) und Hendee (1916) verkauften ihre Firmenanteile und zogen sich aus dem Geschäftsleben zurück. 1916 wurde Frank Weschler General Manager. Charles Franklin, 1911 Zweiter der Isle of Man TT, wurde Chefingenieur und war für die Entwicklung der Powerplus-Modelle verantwortlich.
1927 löste Louis J. Bauer Frank Weschler ab. Bauer und sein Sohn Jack verfolgten ein ehrgeiziges Kleinwagenprogramm, das unter der Projektbezeichnung X1 bis X4 zunächst Chief-Motoren, später eigenständig entwickelte Motoren beinhaltete. Nur drei Exemplare des für Indian umstrittenen und kostspieligen Programms sind noch heute erhalten. 1929 trat der glücklose Bauer nach dem Börsencrash zurück.
1930 übernahm E. Paul duPont, Gründer der Du Pont Motors und Hauptinvestor von Indian, die Firmenleitung. DuPont, der bis 1945 Geschäftsführer blieb, sind zumindest die umfangreichen Farbvariationen der Indian-Motorräder zu verdanken – bis zu 24 Farblackierungen waren ab Werk möglich. Technische Fehlentwicklungen, wie bei der Indian Four von 1936, sowie die stetige Gewichtszunahme der Modelle bei gleichbleibender Leistung und dem immer härter werdenden Konkurrenzkampf mit dem letzten verbliebenen amerikanischen Motorradhersteller, Harley-Davidson, verschlimmerte die wirtschaftliche Lage.

1945 wurde eine Investment-Gruppe unter Ralph B. Rogers Nachfolger von DuPont. Rogers plante nach dem Zweiten Weltkrieg mit kleinen und leichten Modellen einen völlig neuen Kundenkreis anzusprechen. Konstruktive Fehler, verbunden mit Fehlern des Managements, sowie die Abwertung des Pfund Sterling (relevant für den wichtigen englischen Markt) führten zum Niedergang der Firma.

„Leider verfügte Rogers weder über die technischen noch über die wirtschaftlichen Voraussetzungen, um eine ganz neue Motorradpalette zum Erfolg zu führen.“

 1953 wurde Konkurs angemeldet. Von 1955 bis 1959 importierte Royal-Enfield-Motorräder wurden von der „Indian Sales Corporation“ unter dem Markennamen Indian verkauft; nur die Tankembleme und Kotflügel wurden getauscht. 1960 ging der Markenname an das Konsortium Associated Motor Cycles (AMC) von England, den Produzenten von u. a. A.J.S., Matchless und Norton, über. Auch deren Motorräder wurden, mit dem Namen Indian versehen, in den USA verkauft. 1963 übernahm die Berliner Motor Corporation den Vertrieb von AMC, zeitgleich endete jegliche Verbindung zu den historischen Anfängen.

## Automobilbau

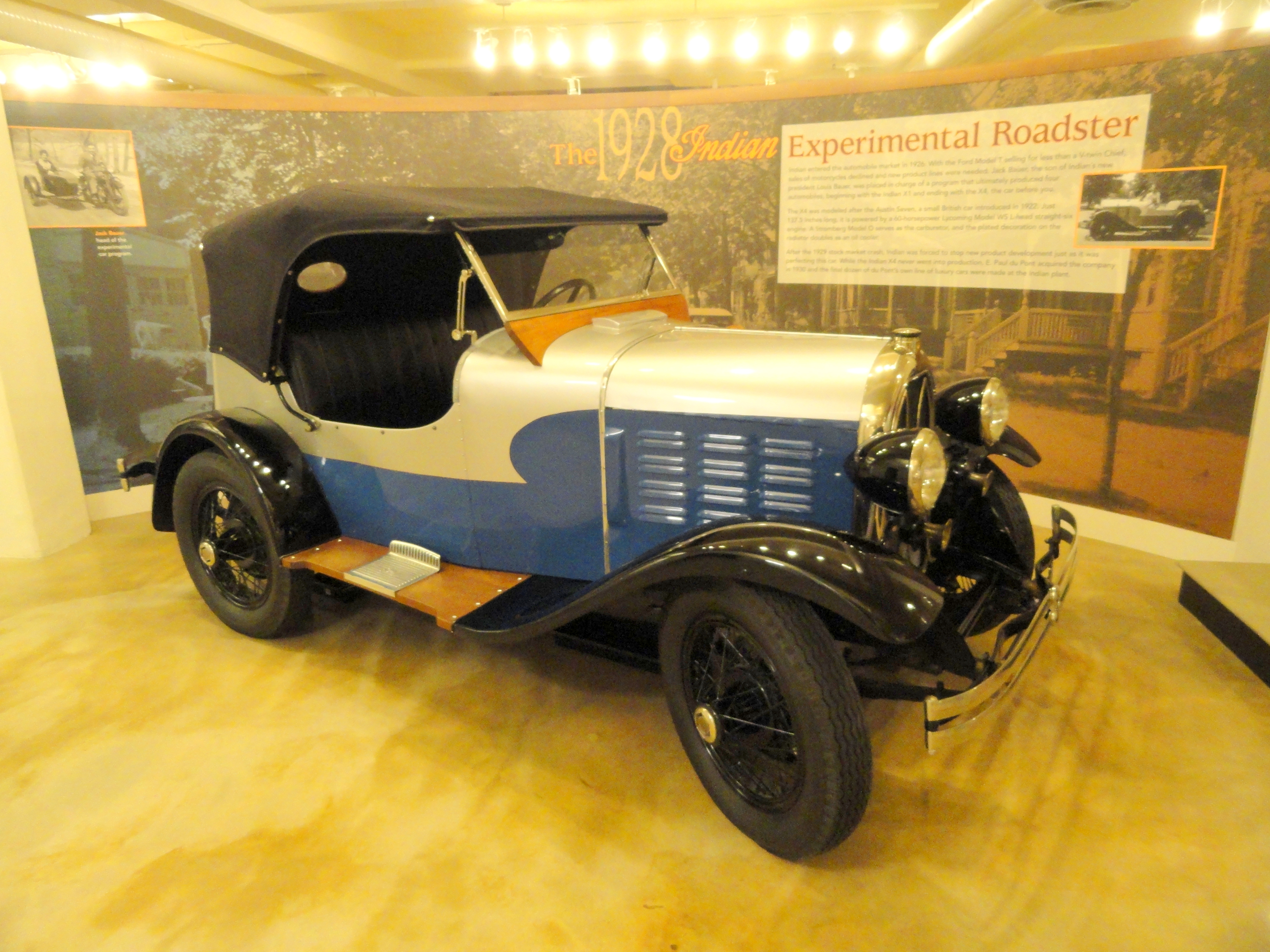
Indian X4 (1928)

1905 entstanden Tricars. Dies waren Motorräder, bei denen das Vorderrad durch zwei Räder ersetzt wurde, zwischen denen ein Sitz für einen Passagier angeordnet war.
1910 gab es einen Versuchswagen, der als Hendee bekannt wurde. Die offene zweisitzige Karosserie wurde als Torpedo-Runabout bezeichnet.
Zwischen 1927 und 1929 fertigte das Unternehmen vier Personenkraftwagen. Einer hatte einen eigenen Zweizylindermotor und die anderen einen zugekauften Vierzylindermotor von der Continental Motors Company. Das Fahrgestell hatte 2132 mm Radstand. Zwei Fahrzeuge waren als Roadster karosseriert, eines als Coupé.

## Trivia

### Gasgriff links
An den Polizeimotorrädern von Indian, so die Sage, sei der Gasdrehgriff links angebracht, um während der Fahrt mit der rechten Hand schießen zu können. Der 1903 von Oscar Hedstrom erfundene Gasdrehgriff bezog sich nicht auf die Vergaserbetätigung, sondern auf die Zündzeitpunktverstellung und den Ventilheber des Auslassventils: Frühzündung für mehr Leistung, Spätzündung für geringere Drehzahl sowie für „Motor aus“ durch Anheben des Ventils. Dieser Drehgriff wurde am Lenker rechts angebracht. Der von Hedstrom verwendete Walzenschiebervergaser wurde mit einem Drehgriff am linken Lenkerende betätigt, die Motorregelung über Zündzeitpunkt und Vergaser wurde bis 1908 beibehalten. 1909, als die Regelung über den Zündzeitpunkt hinfällig wurde, blieb bei Indian der Gasdrehgriff traditionell (bis in die 1930er Jahre) am Lenker links.

### Werbung
Indian setzte gezielt bei der Werbung auf die Verbindung zu Indianern, sei es im Markennamen oder in der Modellbezeichnung. 1910 erschien erstmals der geschwungene „Indian“-Schriftzug, 1912 kam als Tankdekor der Indianerkopf hinzu, der bis 1939 beibehalten wurde. Ebenfalls 1912 wurde „Indian-Rot“ die Standardfarbe – erst 1934, durch DuPont, gab es verschiedene Variationen. In Hollywood-Filmproduktionen der 1930er Jahre handelt es sich, wenn Motorräder zu erkennen sind, fast ausschließlich um Indian-Motorräder.

Indian Schriftzug ab 1910
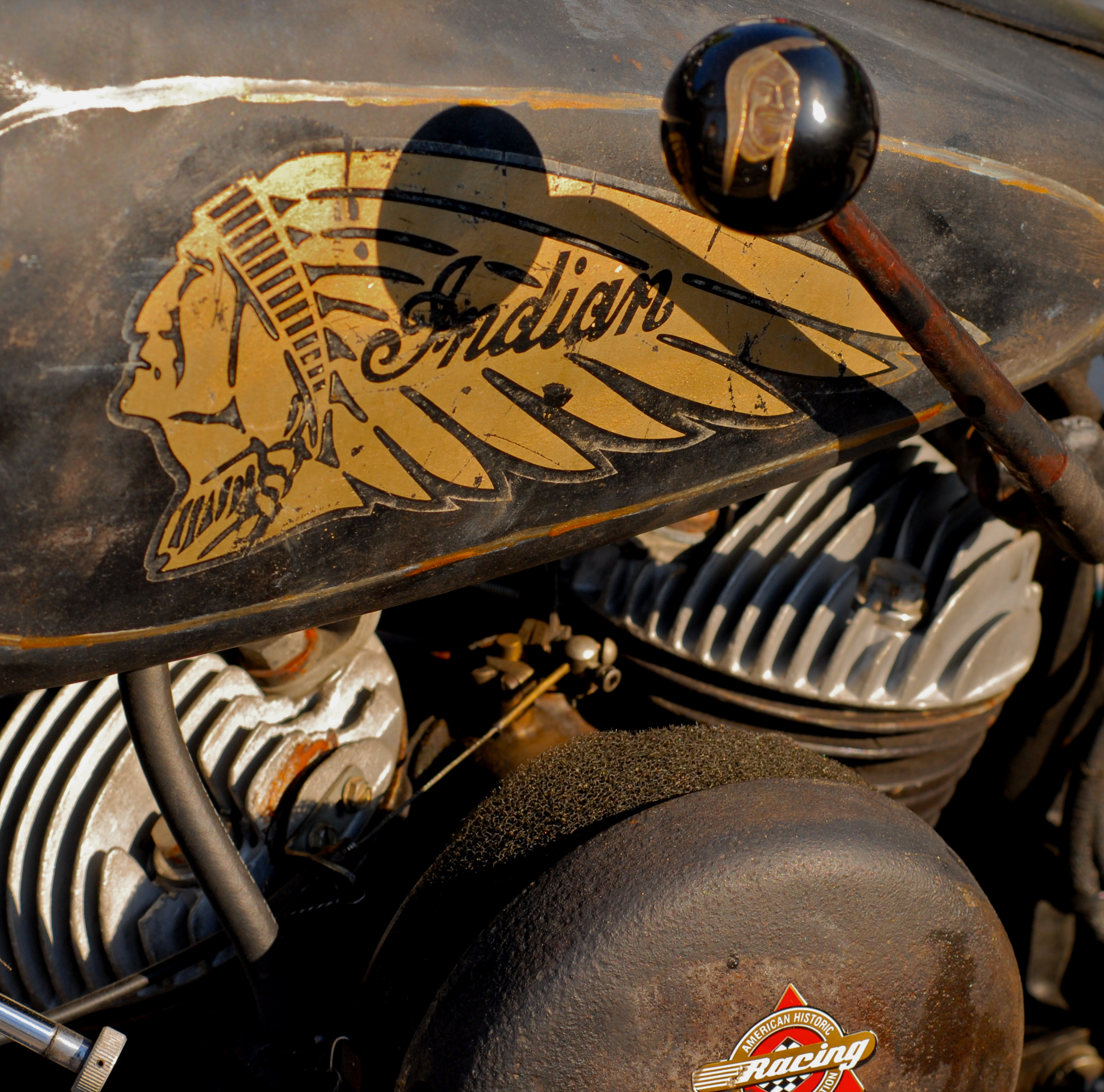
Tankdekor Indianerkopf (ab 1912)
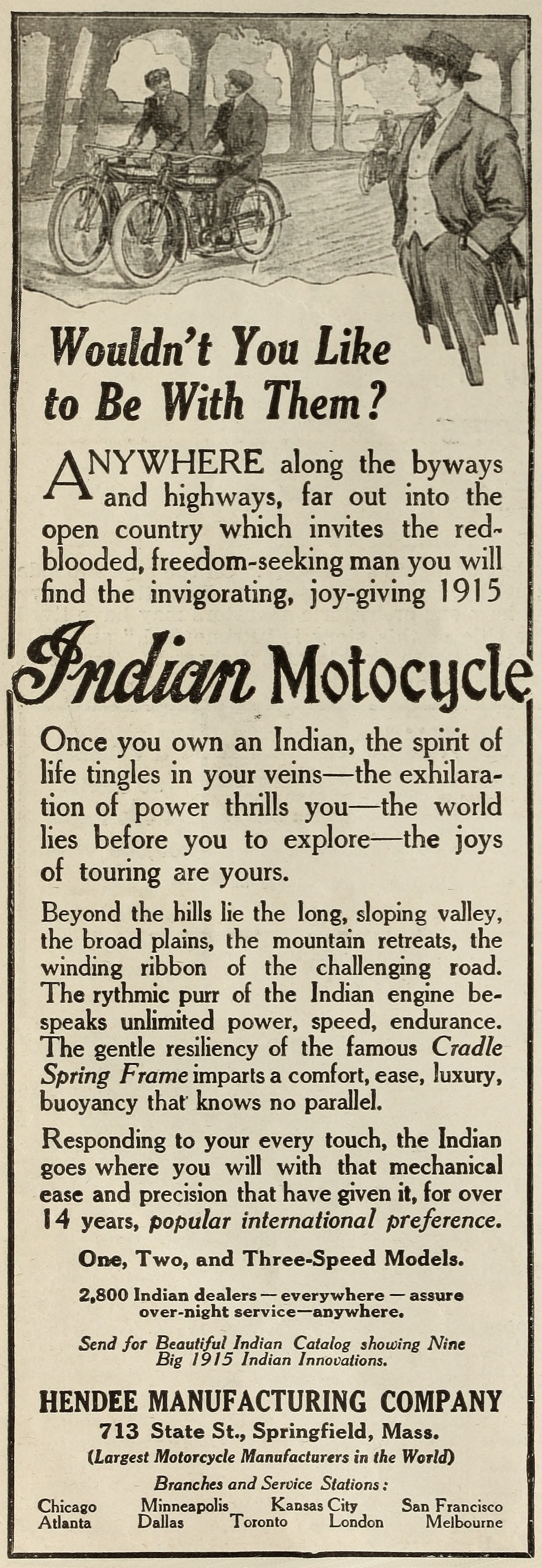
Indian-Werbung 1915

## Neustarts der Marke

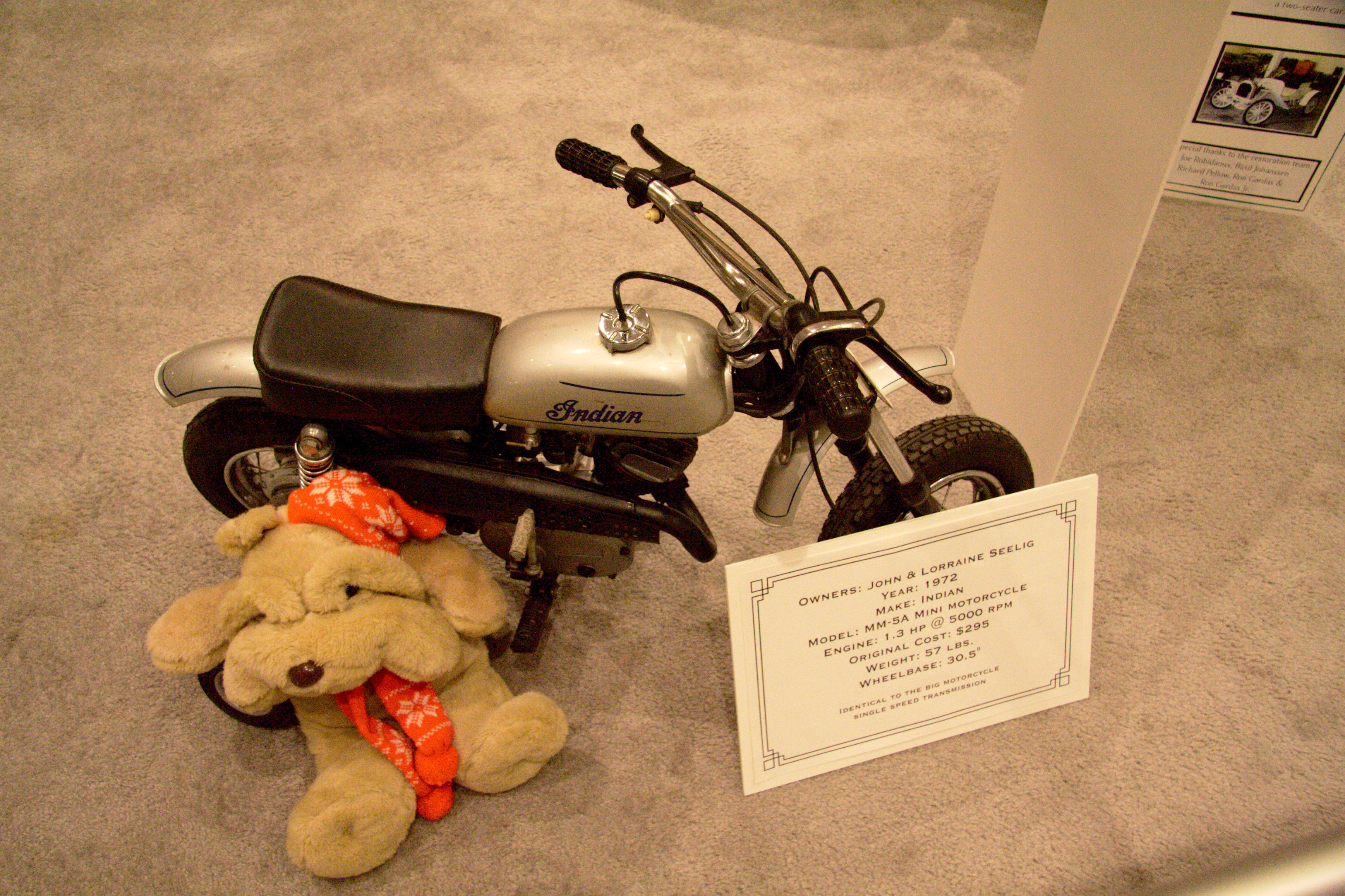
Pocket-Bike-Indian (1972)

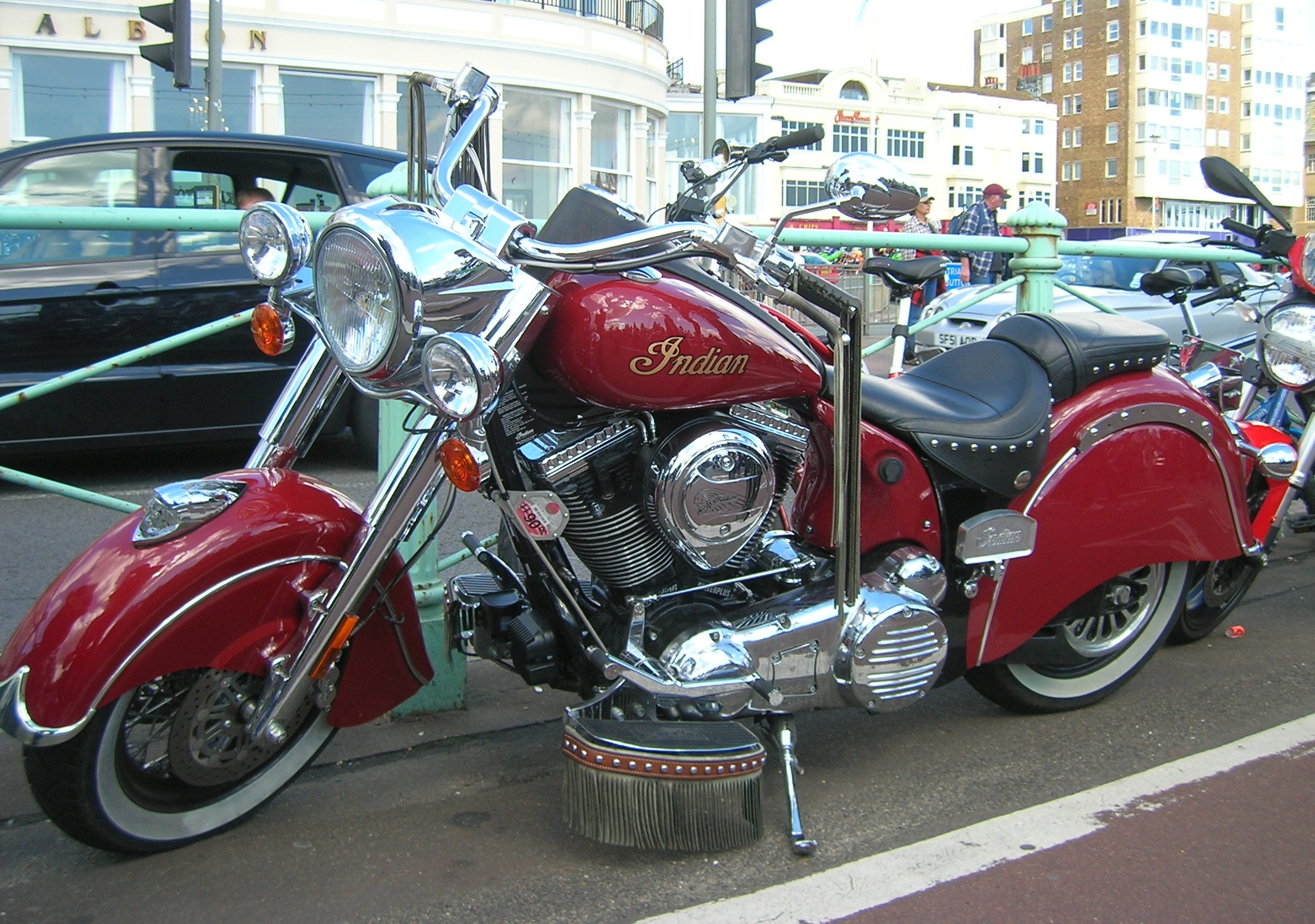
Stellican-Indian Chief (2009)

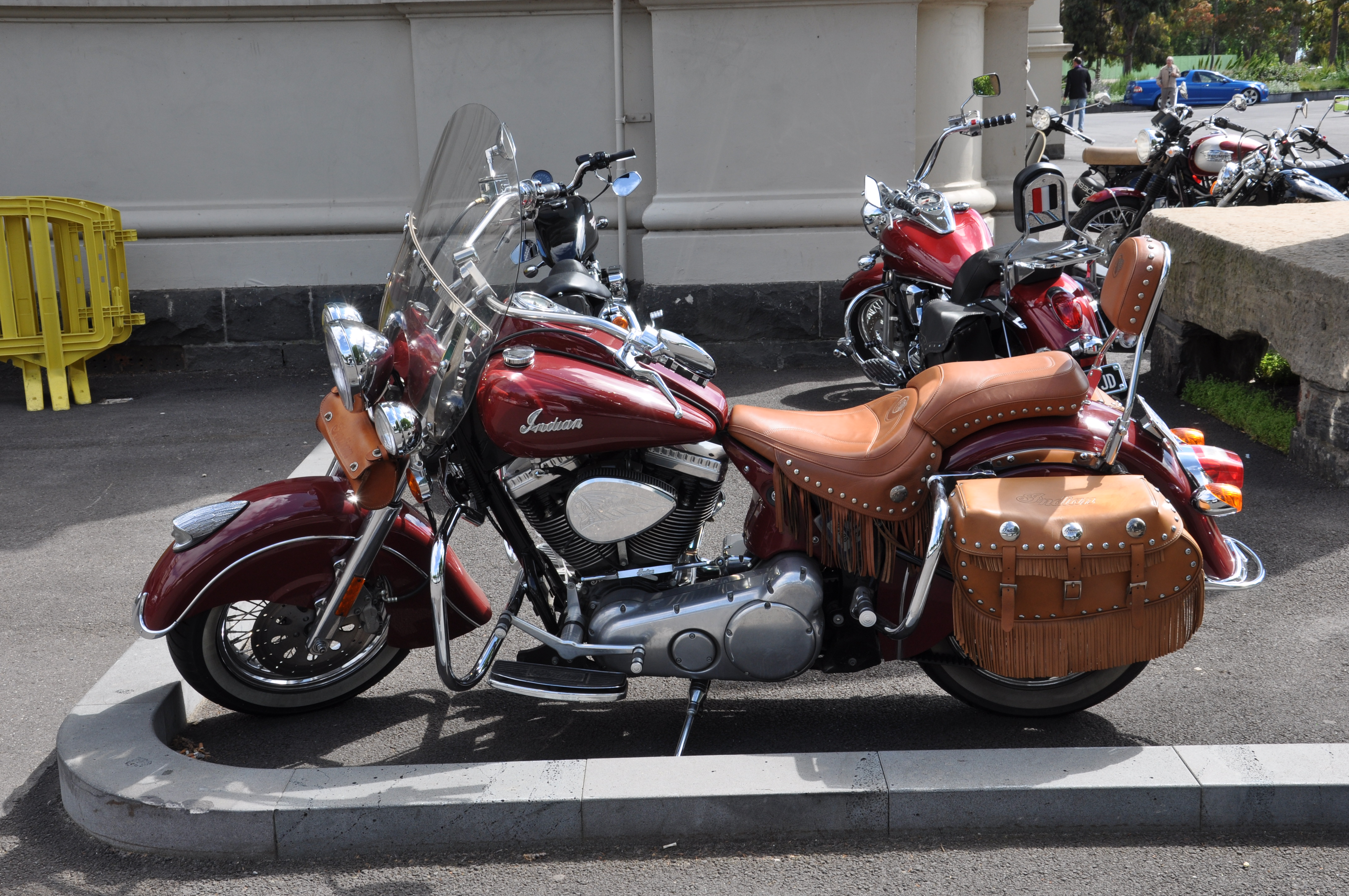
Stellican-Indian Vintage (2009)

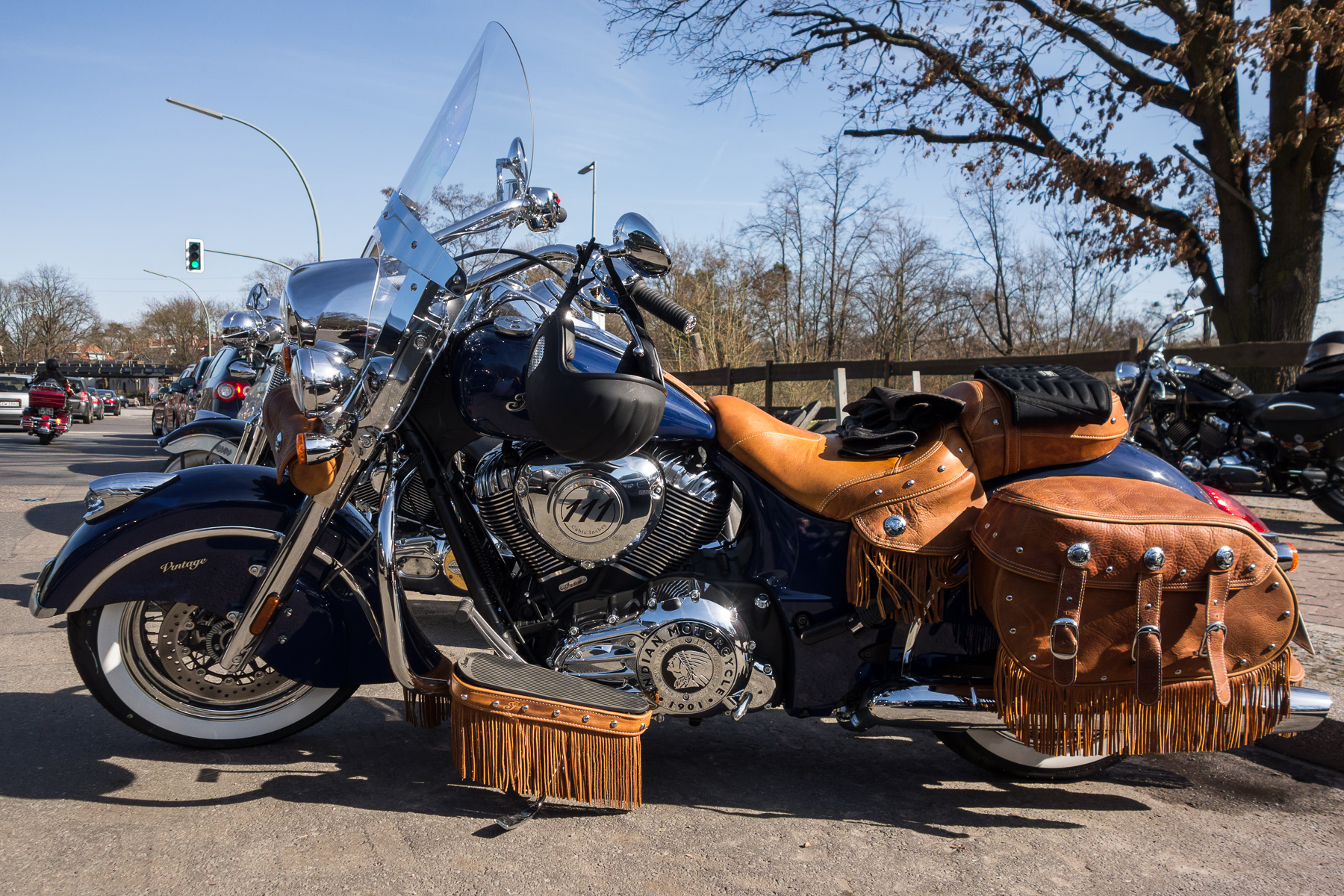
Polaris-Indian Chief Vintage (2014)

### Clymer-Indian (1967–1970)
Floyd Clymer, ein ehemaliger Indian-Händler, versuchte zusammen mit Friedel Münch ab 1967 ein Indian-Scout-Projekt anzukurbeln; dazu wurde eine „Münch-Scout“ gebaut. Auch eine „Indian-Velocette“, die zwischen 1969 und 1970 von Italjet gebaut wurde und den 499 cm³ Motor der Velocette-Venom erhielt, ging auf die Initiative von Floyd Clymer zurück.

### Pocket-Bike-Indian (1971–1976)
1970 wurde in Gardena die Indian Motorcycle Company von Alan Newman, Floyd Clymers Anwalt, gegründet. Newman übernahm 1971, nach dem Tode der Witwe Clymer, die Namensrechte und spezialisierte sich auf den Import von Mini-Bikes, die in Taiwan gefertigt wurden. 1976 ging das Unternehmen in Konkurs.

### Zanghi-Indian (1994)
1992 erwarb der Investor Philip Zanghi die Namensrechte an Indian, nachdem sie seit 1971 von unterschiedlichsten Besitzern ge- und verkauft worden waren. Obwohl 1994 der „Roll-Out“ einer von Baughman konstruierten Indian stattfand, beabsichtigten weder Zanghi noch seine Gesellschaft jemals eine Serienfertigung. Zanghi wurde 1997 wegen Betrugs verurteilt.

### Eller-Indian (1998–1999)
James Parker konstruierte in den 1990er Jahren eine Indian. Finanziert wurde das Projekt von dem echten Indianerstamm der Cow Creek Umpqua; gebaut werden sollte die neue Indian von einem Unternehmen Jack Roushs. Den Rechtsstreit um die Namensrechte Indian verloren die Cow Creek Umpqua 1999. Damit endete auch dieses Projekt – drei Prototypen sollen trotzdem gebaut worden sein.

### Gilroy-Indian (1999–2003)
1999 gab es in Gilroy (Kalifornien) den nächsten Versuch, die Marke Indian als Hersteller wiederzubeleben. Die Indian Motorcycle Company stellte eine Indian her, die von einem S&S-V2-Motor mit 1.442 cm³ Hubraum und 75 PS Leistung angetrieben wurde. In Deutschland waren die 294 kg schweren Motorräder für etwa 60.000 DM erhältlich. Das Unternehmen musste 2003 Insolvenz anmelden.

### Stellican-Indian (2006–2010)
Am 20. Juli 2006 wurde in Kings Mountain (North Carolina) eine Fabrik der Indian Motorcycle Company eröffnet. Hauptanteilseigner war die Stellican Limited, eine in London ansässige Investmentgesellschaft. Ab 2009 wurden dort Indian-Motorräder produziert. Der V-2 mit 45 Grad Zylinderwinkel und 105 ci (1720 cm³) Hubraum, offensichtlich eine Weiterentwicklung der Gilroy-Indian, wurde für vier verschiedene Modelle verwendet. Nach Deutschland wurden offiziell keine Stellican-Indian importiert.

## Polaris-Indian (seit 2011)
2011 bestätigte Polaris Industries, als weltgrößter Hersteller von Schneemobilen, Quads und ATVs, den Kauf von Indian; Polaris Industries hatte bereits 1997 den Motorradhersteller Victory gegründet. Scott Wine, CEO von Polaris, erklärte, Indian mit den Fertigungsstandards von Polaris wieder auf dem Markt etablieren zu wollen; die Marke solle allerdings weiterhin eigenständig bleiben.

### Neustart mit Indian Chief Classic/Chief Vintage/Chieftain
Am 3. August 2013, bei der Sturgis Motorcycle Rally in Sturgis (USA), stellte Indian der Öffentlichkeit drei neuentwickelte Modelle vor:
- Die Chief Classic ist eine Hommage an die erfolgreichen Chief-Modelle der ersten Hälfte des 20. Jahrhunderts. Sie adaptiert klassische Design-Elemente wie voluminöse Schutzbleche inklusive des Indian-Kopfs auf dem Frontfender, Instrumente auf dem typisch tropfenförmigen Tank und einen Motor mit angedeuteter Seitenventil-Technik und gerippten Zylinderkopf-Gehäusen.
- Die Chief Vintage basiert auf der Chief Classic, bietet jedoch zusätzlich einen abnehmbaren Windschild, braune Leder-Satteltaschen mit Schnellverschlüssen, eine farblich passende Ledersitzbank mit Fransen und verchromte seitliche Schutzbügel.
- Die Chieftain ist die erste Indian mit serienmäßiger Frontverkleidung und Hartschalen-Seitenkoffern mit Zentralverriegelung. Als tourentaugliches Motorrad bietet sie außerdem eine elektrisch verstellbare Windschutzscheibe, Geschwindigkeitsregelanlage, Felgen aus Leichtmetallguss, ein Hinterrad-Federbein mit pneumatischer Verstellung, eine Stereoanlage und Luftdrucksensoren für die Reifen. Von Beginn an verfügte sie zudem über Bluetooth-Integration mit Telefon- und Media-Player-Funktion. Seit 2017 haben alle Chieftain das Infotainment-System Ride Command serienmäßig an Bord. Die Chieftain hat im Vergleich zu den Chief-Modellen einen Lenkkopfwinkel von 26 Grad anstatt 29 Grad. Dadurch ergibt sich neuer Nachlauf von 150 mm (Chief: 155 mm) und ein anderer Radstand, der bei der Chieftain 1.668 mm beträgt (Chief: 1.730 mm).

Alle neuen Modelle verfügen serienmäßig über ABS und werden von einem neuen Motor angetrieben. Der von swissauto entwickelte, Thunder Stroke® 111 genannte, luft-/ölgekühlte V2-Motor mit 49° Zylinderwinkel hat einen Hubraum von 1.811 cm³ und lieferte zunächst ein maximales Drehmoment von 139 Nm bei 2.600/min und leistete 62 kW (84 PS) bei 4.500/min. Zum Modelljahr 2018 erhielten die Motoren eine Leistungssteigerung: Seitdem leistet die Motoren 64 kW (86) PS bei 4.800/min und 150 Nm bei 2.900/min.
Der langhubig (Bohrung 101 mm × Hub 113 mm) ausgelegte OHV-Motor lehnt sich optisch an das letzte Indian-V2-Triebwerk der 1950er Jahre an. Die Kraftübertragung erfolgt über einen Zahnrad-Primärantrieb und eine Mehrscheiben-Ölbadkupplung auf das 6-Gang-Schaltgetriebe, den Sekundärantrieb des Hinterrades übernimmt ein Zahnriemen. Das Luftfiltergehäuse ist in den Aluminiumguss-Rahmen integriert. Das Fahrwerk besteht aus einer Teleskopgabel mit 46 mm Standrohrdurchmesser vorn und einer Leichtmetall-Zweiarmschwinge mit Zentralfederbein. Die Bremsen vorne bestehen aus zwei schwimmend gelagerten 300-mm-Bremsscheiben und Vierkolben-Festsätteln, die hintere aus einer schwimmend gelagerten 300-mm-Bremsscheibe mit Zweikolben-Bremssattel. ABS ist serienmäßig. Die drei Modelle waren zunächst mit Reifen in der Dimension 130/90 B 16 (vorne) und 180/60 B 16 (hinten) ausgestattet. Zum Modelljahr 2018 erhielt die Chieftain serienmäßig ein 19 Zoll großes Vorderrad. Das Leergewicht beträgt zwischen 357 kg (Chief) und 385 kg (Chieftain), die Sitzhöhe beträgt 660 mm.
In den Folgejahren erweiterte Indian das Modellprogramm um zahlreiche weitere Versionen:
- Die Chief Dark Horse (ab 2015) ist ein klassischer Cruiser, der nahezu vollständig in seidenmattem Schwarz lackiert ist. Sie verfügt über Leichtmetallgussräder und die Indian-typischen großflächigen Radabdeckungen, vorn mit dem beleuchteten Warbonnet, dem Indianerkopf. Zur Ausstattung gehören ABS, ein durch Transponder gesteuertes schlüsselloses Startsystem und ein Tempomat. Für die Chief Dark Horse bietet Indian ein umfangreiches Zubehörprogramm an und zielt so auf die Kunden ab, die sich ihr persönliches Motorrad mit individuellen Touch zusammenstellen möchten.
- Im Gegensatz zu den anderen Chieftain-Modellen mit 19 Zoll großem Vorderrad im Bagger-Stil behält die Chieftain Classic – wie der Name schon verrät – den klassischen Stil bei und setzt auf ein 16-Zoll-Vorderrad und die Indian-typischen, voluminösen Schutzbleche.
- Bei der Chieftain Dark Horse kommen ähnlich der Chief Dark Horse hauptsächlich Anbauteile in Schwarzmatt zum Einsatz. Sie verfügt über die Basisausstattung und hat serienmäßig keinen Beifahrersitz.
- Die Chieftain Limited basiert auf der Chieftain mit höherwertiger Ausstattung. So fährt sie zum Beispiel auf einem 19 Zoll großen Vorderrad im auffälligen 10-Speichen-Design. Sie ist in den Farben Thunder Black Pearl, White Smoke und Brilliant Blue erhältlich. Zudem gibt es die Lackierungen Thunder Black Pearl und Bronze Smoke mit speziellen Graphikelementen.
- Die Chieftain Elite ist das Topmodell der Chieftain-Baureihe. Sie verfügt über die Vollausstattung und hat ab Werk statt der bei allen Chieftain-Modellen serienmäßigen 100-Watt- eine 200-Watt-Soundanlage mit Lautsprechern in den hinteren Seitenkoffern und der Lenkerverkleidung. Die Chieftain Elite wird in dem Farbton Black Hills Silver lackiert. Der Farbton erinnert an die Silberminen in den Black Hills in South Dakota, die in der Nähe Indian Lackiererei in Spearfish liegen. Dort wurde der Farbton exklusiv für die Indian Chieftain Elite entwickelt. Die Besonderheiten: Der Lack wird bei jedem einzelnen Fahrzeug von Hand aufgetragen. Laut dem Hersteller erhält so jedes Motorrad einen „individuellen Touch“ und wird zum Unikat.[69]

### Springfield
- Die Indian Springfield erinnert an die gleichnamige Stadt im US-Bundesstaat Massachusetts, wo Indian 1901 gegründet wurde. Das Modell kombiniert den klassischen Auftritt der Chief mit dem Bagger-Stil der Chieftain. Indian-typische Designelemente wie das 16-Zoll-Vorderrad, der große vordere Kotflügel samt beleuchtetem Indianerkopf treffen hier auf praktische Vorzüge wie die Hartschalen-Seitenkoffer und ein feststehendes Windschild, das dank der von Indian als Quick-Release-Technik bezeichneten Schnellverschlusslösung zügig demontiert werden kann. Die Indian Springfield hat einen Lenkkopfwinkel von 25 Grad und einen Nachlauf von 133 mm. Der Radstand beträgt 1.701 mm bei einer Länge von 2.583 mm.
- Zum Modelljahr 2018 führte Indian die Springfield Dark Horse ein. Diese Variante ist wie alle Dark Horse-Modelle in Schwarz gehalten. Im Gegensatz zur Springfield kommt ein 19 Zoll großes Vorderrad im 10-Speichen-Look und ein kleinerer Kotflügel vorne zum Einsatz. Die Indian Springfield Dark Horse ist wahlweise mit einem 16 Zoll großen Ape Hanger-Lenker erhältlich.[70]

### Roadmaster
- Die Roadmaster ist das tourentauglichste Motorrad im Indian-Portfolio. Sie basiert auf der Chieftain und bietet eine sehr umfangreiche Ausstattung. So kann zum Beispiel die Sitzbank aus echtem Leder für Fahrer und Beifahrer unabhängig beheizt werden. Der Beifahrer kann sich zudem an einen großen Heckkoffer anlehnen und seine Füße auf verstellbaren Fußtrittbrettern positionieren. Optional bietet Indian auch Armlehnen mit Echtleder-Bezug an. Der Fahrer umgreift Lenkergriffe, die in zehn Stufen beheizbar sind. Weitere Ausstattungs-Details: elektrisch verstellbare Windschutzscheibe, Öffnen und Schließen der Koffer per Funkfernbedienung, schlüssellose Zündung, Sturzschutzbügel vorne und hinten, Indian Ride Command, 200-Watt-Soundanlage mit Lautsprechern in den hinteren Seitenkoffern, der Lenkerverkleidung und an den vorderen Sturzbügeln. Die Roadmaster hat einen Lenkkopfwinkel von 25 Grad und 150 mm Nachlauf. Die Sitzhöhe beträgt 673 mm.
- Die Roadmaster Classic kombiniert die moderne Technik der Roadmaster mit dem Aussehen klassischer amerikanischer Motorräder. So wurden die Seiten- und der Heckkoffer mit Leder überzogen. Conchos und Fransen gehören ebenso zu dem Vintage-Look der Roadmaster Classic.
- Die Roadmaster Elite ist das Topmodell unter allen Motorrädern von Indian Motorcycle. Wie die Chieftain Elite hat auch sie eine Lackierung, die exklusiv für dieses Motorrad entwickelt und von Hand aufgetragen wird. Zusätzlich zu dem Farbton Cobalt Blue/Black Crystal bestehen die Roadmaster-Schriftzüge sowie weitere Graphiken aus 23-karätigem Gold. Die Soundanlage leistet 300 Watt.[70]

### Scout/Scout Sixty
- Zum Modelljahr 2015 wurde die zweite neuentwickelte Indian-Modellreihe Scout vorgestellt. Deren flüssigkeitsgekühlter V2-Motor mit 60° Zylinderwinkel verfügt über einen Hubraum von 1.133 cm³, leistet 75 kW (102 PS) bei 8.000/min und produziert ein maximales Drehmoment von 98 Nm bei 5.900/min. Der Motor ist mit einer Bohrung von 99 mm und einem Hub von 73,6 mm kurzhubig ausgelegt und verfügt über eine elektronische Benzineinspritzung. Die Ventilsteuerung (je Zylinder zwei Einlass- und zwei Auslassventile) erfolgt über jeweils zwei obenliegende Nockenwellen, die über Steuerketten angetrieben werden. Die Kraftübertragung erfolgt über ein 6-Gang-Getriebe per Zahnriemen an das Hinterrad. Das Chassis besteht aus einem Verbundrahmen, bei dem Stahlrohre und Aluminium-Gussteile miteinander verschraubt sind, das Fahrwerk bilden eine Teleskopgabel vorn und eine Leichtmetall-Zweiarmschwinge mit zwei Federbeinen hinten. ABS ist in der EU-Version serienmäßig. Die Scout-Modelle sind mit Reifen in der Dimension 130/90 H 16 (vorne) und 150/80 H 16 (hinten) ausgestattet. Das Leergewicht beträgt 255 kg (vollgetankt).[71]
- Ende 2015 präsentierte Indian das neue Einstiegsmodell Scout Sixty. Die Modellbezeichnung leitet sich vom Hubraum (gerundet 60 ci, genau 61,02 ci) ab. Deren Motor hat, durch eine kleinere Bohrung (93 statt 99 mm) bei gleichem Hub (73,6 mm), einen Hubraum von 999,92 cm³ und leistet 57 kW (78 PS) bei 7.300/min. Er entwickelt ein maximales Drehmoment von 89 Nm bei 5.600/min. Das Getriebe verfügt über 5 statt 6 Gänge.[72]
- In der zweiten Jahreshälfte 2017 erweiterte Indian die Scout-Baureihe um den Scout Bobber. Das Modell ist eine Hommage an Indian Motorräder der 1940er und 1950er Jahre. Der Indian Scout Bobber basiert auf der Indian Scout und wird von dem gleichen Motor angetrieben. Die Fußrasten wurden im Vergleich zur Scout um 38 Millimeter weiter hinten positioniert. Dadurch sinkt die Bodenfreiheit von 135 auf 123 mm. Zudem wurde ein neuer Street Trackerlenker montiert. So soll der Fahrer eine sportlichere, weiter nach vorne geneigte Sitzposition einnehmen. Zu einem sportlichen Fahrverhalten soll das überarbeitet Fahrwerk mit 25 Millimeter kürzeren Heckfedern neuer Cartridge-Vordergabel beitragen. Den Scout Bobber zeichnen zudem stärker profilierte Reifen aus, die unter gekürzten Schutzblechen zur Geltung kommen. Exklusiv für den Scout Bobber hat Indian ein neues Tanklogo entwickelt.[73]

### FTR750 und FTR1200 Custom als Basis für Serienmotorrad FTR 1200
Am 7. November 2017 präsentierte Indian Motorcycle auf der Motorradmesse EICMA in Mailand eine Studie mit Namen FTR1200 Custom. Dieses Einzelstück wurde zunächst als Hommage an den Gewinn des Konstrukteurs- und Fahrertitels in der American Flat Track Series 2017 vorgestellt. Indian war nach über 60 Jahren in den Sandbahnsport zurückgekehrt und hatte auf Anhieb die Saison dominiert und das bestmögliche Ergebnis mit der komplett neu entwickelten FTR750 eingefahren. Die Studie FTR1200 Custom basiert auf dem Rennmotorrad FTR750, erhält jedoch anstatt des Rennmotors mit 750 cm³ Hubraum das 1.133 cm³ große Serienaggregat aus der Indian Scout. Indian kündigte bereits auf der Messe an, dass das Motorrad im Folgejahr weltweit an Ausstellungen und Schauläufen teilnehmen wird.
Mitte Juni 2018 gab Indian auf dem Motorradtreffen Wheels & Waves im französischen Biarritz bekannt, dass auf Basis der Studie FTR1200 Custom und des Rennmotorrads FTR750 ein neues Serienmotorrad gebaut werden soll. Der Name: FTR 1200. Das neue Serienmotorrad kam 2019 auf den Markt. Es sei laut Hersteller das erste Motorrad mit Straßenzulassung, das auf einem Vorbild aus dem Flat Track-Rennsport basiere. Die neue FTR 1200 hat einen Gitterrohrrahmen. Angetrieben wird das Motorrad von einem weiterentwickelten Scout-Motor.